# Storia di Tallinn

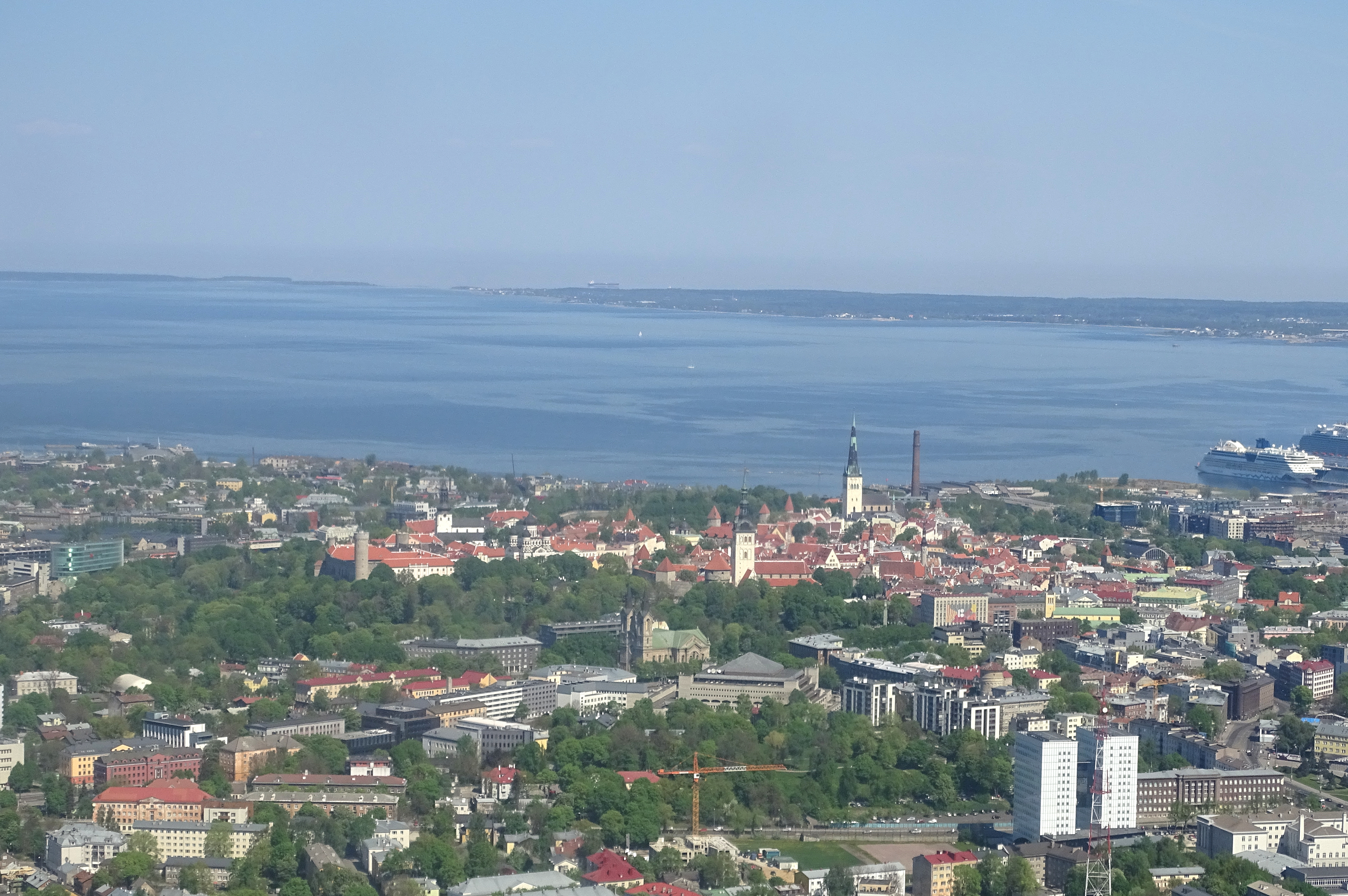
Panorama aereo di Tallinn

La storia di Tallinn inerisce agli eventi verificatisi nell'odierna capitale estone da quando vi si insediarono le prime comunità finniche nel 2000 a.C. circa a oggi.
Menzionata per la prima volta in una mappa del mondo di Al-Idrisi, Tallinn divenne un luogo conteso sin da quando i cavalieri portaspada si insediarono nella regione nell'XI-XII secolo. Tra i primi avvenimenti di spessore avvenuti proprio nella capitale, battezzata dai partecipanti alla crociata livoniana che vi erano giunti come Reval, si ricorda la battaglia di Lyndanisse del 1219 durante la quale, secondo la leggenda, cadde dal cielo l'odierna bandiera danese che spinse Valdemaro IV alla vittoria contro la popolazione locale.
La riforma luterana trovò terreno fertile nella città, tanto che la chiesa cattolica perse rapidamente la sua influenza in Estonia: l'insediamento passò poi variamente in mano a polacchi, svedesi e russi fino a essere definitivamente inglobato dall'Impero russo dopo il trattato di Nystad.
Sopravvissuta indenne alla prima guerra mondiale, divenne dal 1918 la capitale della Repubblica di Estonia rimasta in vita fino al 1940, anno in cui si verificò la prima occupazione sovietica. Dopo la parentesi nazista, Tallinn venne ripresa dall'Armata Rossa in avanzata verso ovest nel 1944 e la RSS Estone venne ripristinata fino al 1991, anno in cui nella medesima città venne proclamata l'indipendenza. Nella città moderna risiedono numerosi russi e sopravvive ancora una comunità di tedeschi del Baltico.
Nel corso dei secoli, ha rivestito il ruolo di importante centro strategico, culturale, commerciale e industriale.

## Denominazioni di Tallinn
Nel 1154 Tallinn era segnata nel mappamondo del cartografo arabo al-Idrisi come Kaleweny.
Dopo il 1227, le cronache di Enrico di Livonia si rivolgono all'insediamento col nome di Lyndanisse, che potrebbe significare castello danese (- danise) (Lin -), indicare un riferimento geografico a un vecchio territorio lasciato incolto dagli svedesi o a un capo. Il nome estone della città, Tallinn (Talyna), è menzionato per la prima volta nel 1536 nell'archivio cittadino e la radice potrebbe essere la stessa di Lindanis. La citazione avviene nel seguente contesto: nel castello di Tallinn in cui si parlava per lo più latino e basso tedesco, si riporta il giuramento di fedeltà al nuovo Gran maestro tedesco Hermann von Brüggenei prestato dalle gilde di basso rango, ovvero quelle composte da lavoratori non tedeschi (Undeutsche).
L'altro nome di Tallinn, Reval, come indicato nei testi in lingua basso tedesca, derivava probabilmente dal nome dell'antica contea di Rävala che circondava l'insediamento. Gli antichi estoni fuggiti attraverso il Golfo di Finlandia verso Turku e l'odierna regione della Finlandia nota come Varsinais-Suomi, erano conosciuti con la loro denominazione precedente alla conquista teutonica, ovvero Kesoniemi. Le altre forme in cui viene riportato il vecchio nome sono il russo Ревель (Rewel) o Колывань (Kolywan), il sopraccitato danese Lyndanisse e lo svedese Lindanäs.
La forma attuale con cui si indica la capitale estone fu quella impiegata dopo l'indipendenza dell'Estonia nel 1918, ponendo così fine alla denominazione Reval.

## Primi insediamenti
Le prime tracce di insediamenti umani rinvenuti nel centro cittadino di Tallinn dagli archeologi risalgono a circa 5 000 anni fa. Le ceramiche a pettine scoperte sui siti analizzati risalgono al 3000 a.C. circa e alla cultura della ceramica cordata del 2500 a.C.
Si stima la presenza di altri luoghi in cui si era soliti cacciare della selvaggina presso il fiume Härjapea, oggi interrato e presso l'odierna via Liivalaia.

## Alto Medioevo
Alcuni ricercatori dei secoli precedenti suggeriscono che, già nell'Alto Medioevo, si trovasse un'antica fortezza e un porto, con tanto di mercato e piccoli quartieri. Tuttavia, non è stato rintracciato alcun reperto archeologico a sostegno di questa tesi, né qualche fonte scritta vi fa riferimento. I reperti più antichi rimangono al confine tra l'antichità e il Medioevo e la loro appartenenza all'uno o all'altro periodo non può essere determinata in modo univoco. Il primo accenno di città certo data 1050, quando sulla collina di Toompea apparve la prima fortezza.

## Regno danese
Nel 1219, nel corso delle Crociate del Nord proclamate dallo Stato pontificio, Tallinn fu occupata dalle truppe del re Valdemaro II di Danimarca, il quale si insediò a Toompea e fondò anche una chiesa in legno dell'ordine domenicano.

### Tallinn come città libera

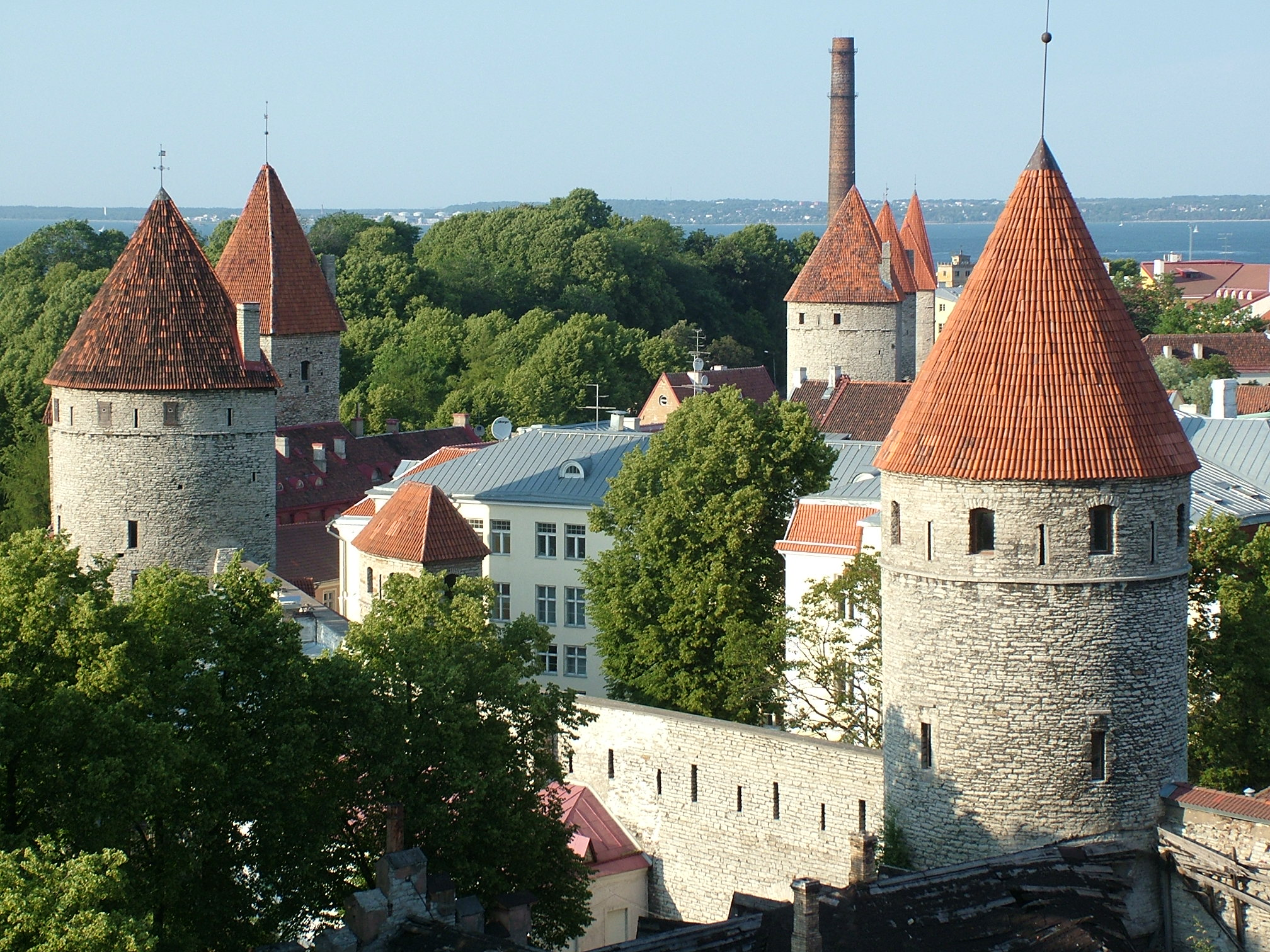
Veduta di Toompea

L'oggi tutelata città vecchia di Tallinn era il nucleo pulsante dell'insediamento medievale. Il nucleo fortificato in cui rientravano la chiesa di Sant'Olav e di San Nicola venne realizzato in una zona più in basso rispetto al centro abitato, così come i quartieri abitati da commercianti scandinavi e russi nei pressi della chiesa nell'odierna via Sulevimäe, la cappella Ventseli e l'ospedale di San Giovanni. Era a Toompea che alloggiava la maggior parte degli abitanti, anche perché, all'inizio del XIII secolo, il litorale del Golfo di Tallinn raggiungeva la moderna piazza Viru, oggi a qualche chilometro dal mar Baltico. Solo all'inizio del XIV secolo le acque iniziarono a ritirarsi.
Nel XIII secolo, in città vennero costruiti due monasteri: quello domenicano di Santa Caterina e quello di San Michele. Nel 1246, prese vita la prima scuola monastica locale e, nel 1265, Margaret Sambiria, madre del re danese Erik V, supportata dal vice governatore dell'Estonia ordinò la costruzione della prima struttura difensiva cittadina di cui si ha notizia, "le mura di Margherita". L'altezza delle stesse variava e inglobava 60-70 fortificazioni già precedentemente costruite in epoche diverse: Le sezioni erano semplici, relativamente basse (solitamente meno di 5 m) e non molto spesse (in media meno di 1,5 m, meno di 1 m i lati): il materiale impiegato fu il legno.
La vita e le opere edili nell'area si intensificarono con il tempo e la pietra sostituì gradualmente il legno, sia nelle residenze di semplici cittadini sia negli edifici in cui alloggiavano i governatori locali. Fu in quella fase che i quartieri assunsero la forma ancora oggi visibile nel centro storico. Dal 1310 al 1320, i sobborghi di Tallinn si erano decisamente estesi, tanto che le abitazioni erano giunte a ridosso dei prima esterni edifici gestiti dall'ordine cistercense e dai domenicani.
Oltre a Toompea e alla città bassa, nel Medioevo esistevano numerosi borghi in legno fuori dalle mura cittadine, più volte distrutti durante le guerre. La città vecchia si sviluppò entro i suoi attuali confini nel 1355, ma oltre all'area delimitata dalle mura, Tallinn possedeva già un'estensione abbastanza vasta. Tale situazione veniva infatti riportata in un atto firmato dal re di Danimarca del 1265, sebbene non sia stato possibile ricostruire i confini tracciati dalla disposizione.

#### L'areale di Tallinn
Secondo la legge cittadina, Tallinn inglobava anche terre che si estendevano per le campagne circostanti: le prime demarcazioni vennero contrassegnate nel 1265. In seguito, la città cedette parte del terreno al castello dell'ordine (Ordensburg) e al feudatario che gestiva Harku. I confini furono nuovamente fissati nel 1371, e fino al 1817 gli 8 230 ettari della città rimasero invariati.
Anche se Tallinn appartenne al re danese nel 1219-1227 e nel 1238-1346, e sebbene l'ordine di Livonia ne prese possesso in futuro, in realtà la città fu in gran parte autonoma in base al diritto di Lubecca.

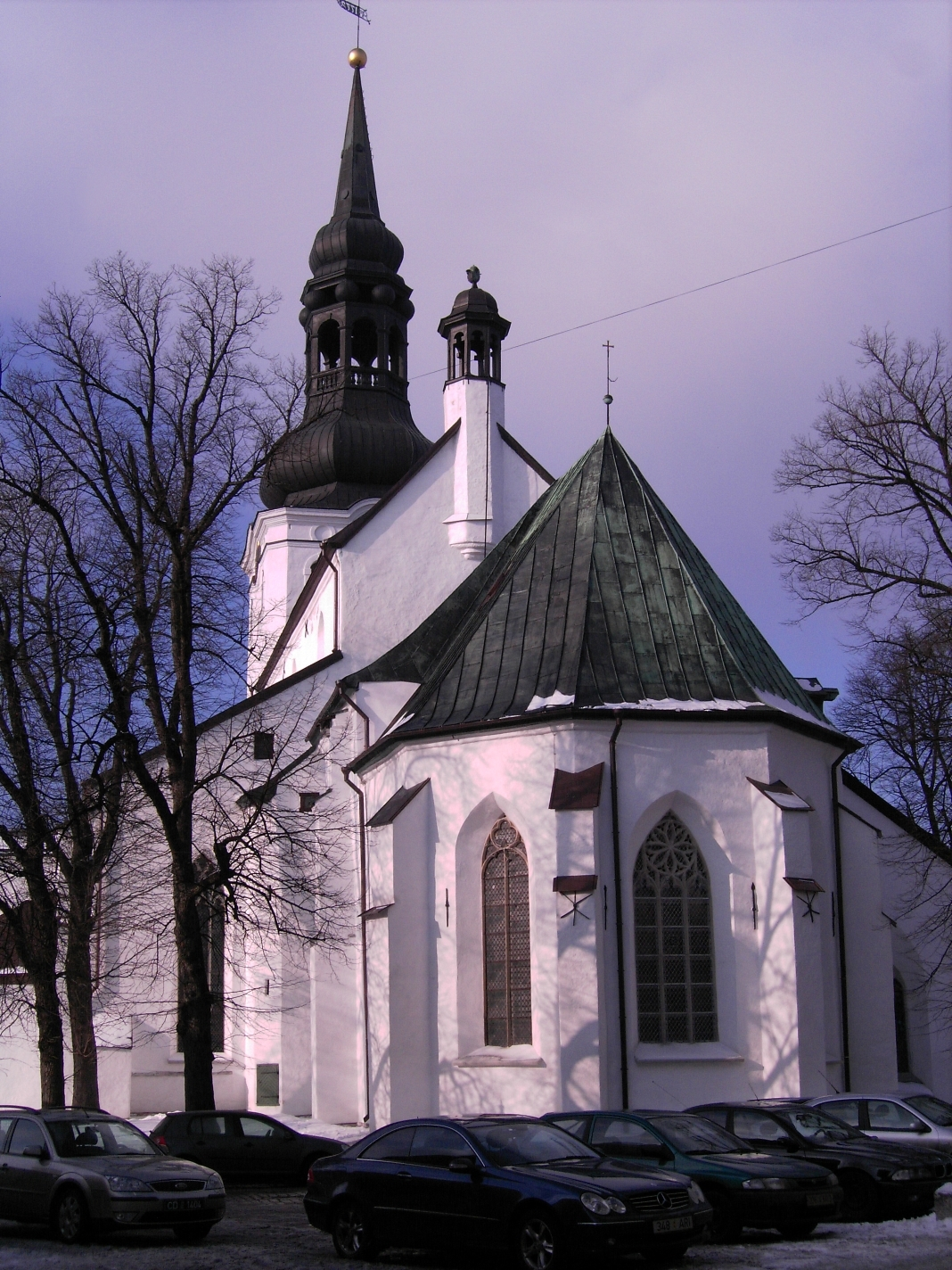
La cattedrale fondata nel 1230 in una foto del 2005

La realizzazione dell'attuale cattedrale dovette forse essere iniziata intorno al 1230 e completata nel 1240. Re Valdemaro II si prodigò affinché essa diventasse la chiesa principale dei suoi possedimenti estoni (il Ducato di Estonia) e della diocesi di Reval.

### Toompea come centro amministrativo

#### Scontri con i cavalieri portaspada
Nel 1223 Valdemaro II venne catturato dal suo vassallo, il conte Henrik di Schwerin, e imprigionato: nel 1225, il sovrano dovette rinunciare a tutti i suoi espropri tranne l'isola di Rügen e l'Estonia settentrionale. Nel 1227, i cavalieri portaspada, un ordine religioso cavalleresco fondato da Alberto di Riga, avviarono una campagna militare contro i possedimenti del re di Danimarca.
Per porre fine alle ostilità, venne inviato il legato pontificio Baldovino di Alna, il quale sperava di costituire un'unione di terre che rispondessero direttamente al pontefice, ma questi non riuscì nel suo intento, rendendo anzi ancor più aperte le divergenze tra le due controparti. Sospettato di essere troppo vicino alla posizione dei danesi da parte della nobiltà tedesca di Reval, egli venne rimosso dall'incarico quando nel 1233 i feudatari fedeli al re danese vennero impunemente uccisi nella chiesa di Toompe. La pace tornò solo dopo la firma del trattato di pace di Vordingborg firmato nel 1238, sottoscritto anche da tre domenicani: con esso, il potere del re danese fu ripristinato a Reval e nel nord dell'Estonia. Nello stesso anno, si rintraccia una nuova menzione della città (civitas Revaliensis).

#### Toompea in mano all'ordine cavalleresco

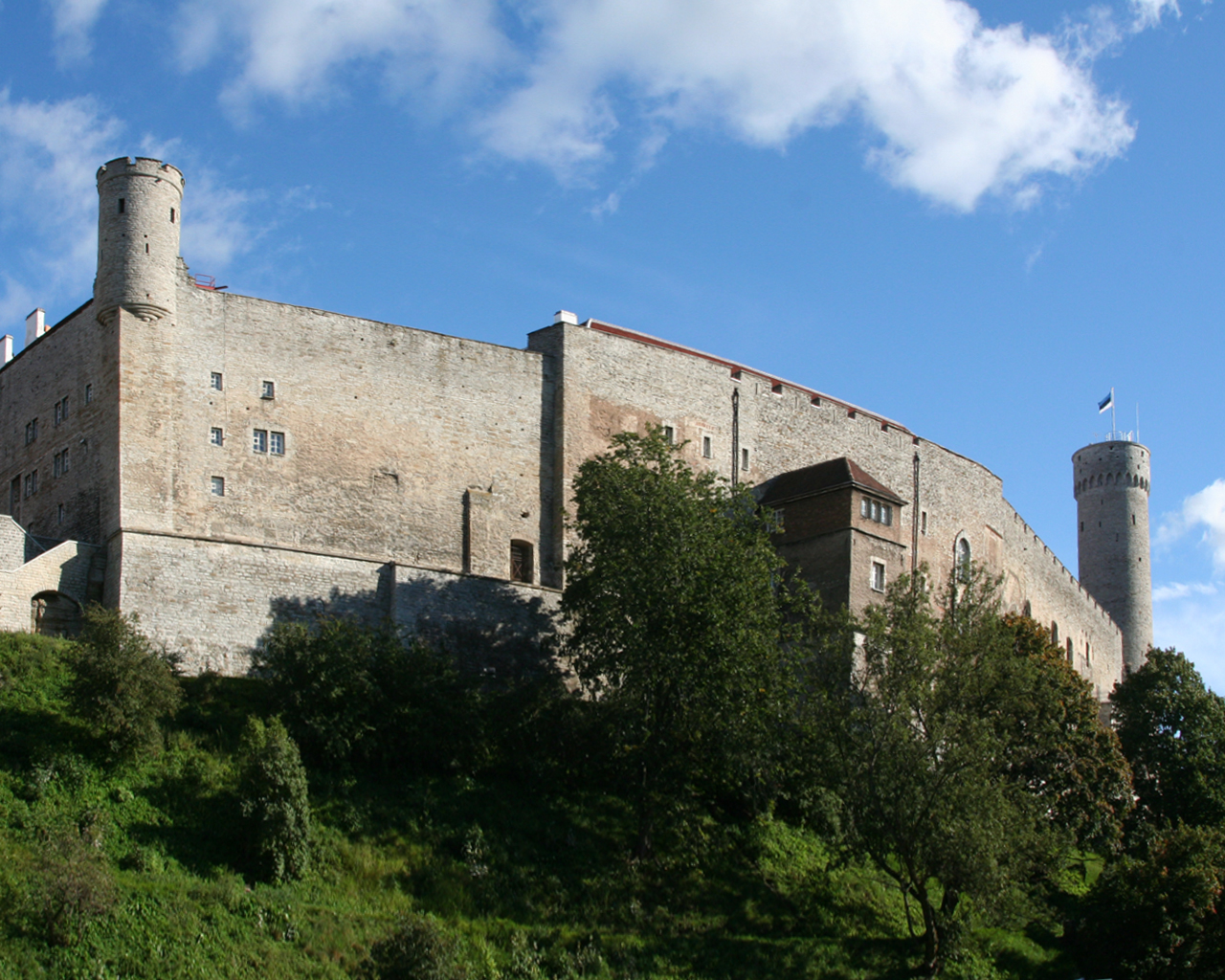
Veduta della sezione meglio conservata del castello di Toompea

Negli anni 1227-1229, i cavalieri portaspada misero in piedi una fortezza di pietra sulla sezione sud-occidentale della collina di Toompea. Nelle vicinanze fu costruita una chiesa in pietra, dal 1240 cattedrale dedicata alla Vergine Maria (Domus Mariana). Seguì una politica volta a incentivare la presenza di mercanti tedeschi in vari distretti di Reval. Presso le pendici di Toompea l'ordine cavalleresco presto procedette ad ammodernare la fortificazione: i lavori terminarono intorno al 15 maggio 1248, quando il diritto di Lubecca toccò anche Reval e l'insediamento entrò a far parte della Lega anseatica, diventando in fretta uno dei porti più frequentati del mar Baltico.
Il castello di Toompea si componeva della piccola fortezza, quella oggi meglio conservata, sede del vice governatore di Reval e del contingente difensivo danese, e della grande fortezza, sede del vescovo locale e dei vassalli del re danese.

#### Toompea capitale
Toompea divenne la capitale del regno feudale sotto il dominio del re di Danimarca nel ducato di Estonia, il quale comprendeva la contea di Harju, la contea di Rävala e di Viru; la contea di Järva fu invece ceduta ai portaspada. Dal 1271, il titolo assegnato al governatore locale divenne quello di Duca d'Estonia. Nel 1319, il re di Danimarca stabilì un privilegio scolastico a Reval, evento che conferì ai religiosi della cattedrale (e a loro soltanto) il diritto esclusivo di aprire e gestire delle scuole. Quella della cattedrale locale viene menzionata per la prima volta nel 1319.
Nel 1343, dopo la rivolta della notte di San Giorgio soppressa dall'ordine di Livonia, successore dei cavalieri portaspada dal 1237, tutte le più importanti fortezze danesi del Ducato d'Estonia passarono ai livoniani: Reval e Rakvere nel 1343, Narva nel 1345. Il 29 agosto 1346 Valdemaro IV di Danimarca vendette i suoi possedimenti estoni (Harju e Viru, così come tutte le fortezze in suo possesso) a Goswin von Herreke, Landmeister dell'ordine tedesco, per circa quattro tonnellate d'argento (19 000 marchi di colonia).

## Tallinn nella Lega anseatica

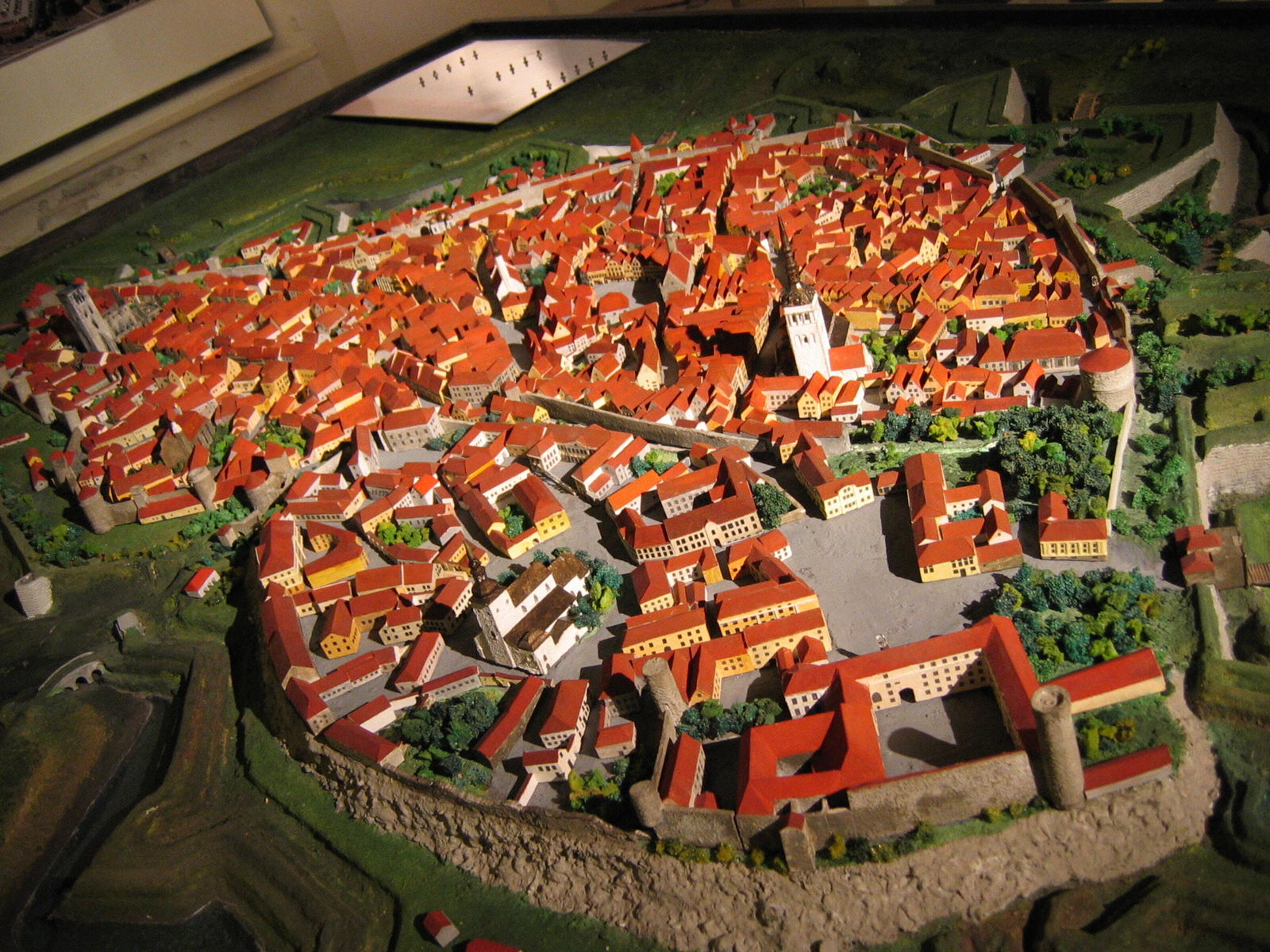
Città vecchia di Tallinn

Nel XIII secolo, Reval si unì all'Unione delle città mercantili tedesche e alla Lega anseatica delle città mercantili sul mar Baltico. Tale status permase anche dopo la cessione danese del 1346.
I confini in cui è circoscritta l'attuale città vecchia divennero la Reval della metà del XIV secolo, quando il cosiddetto municipio, che comprendeva i quartieri principali, e la così chiamata città delle corporazioni, che comprendeva gli edifici religiosi situati in loco, furono unite nello stesso distretto. Nel 1355, i sobborghi furono finalmente circondati da una cinta muraria, che segnava altresì il confine cittadino. Al di fuori delle mura iniziava la periferia. La ripartizione dei quartieri era destinata soprattutto alla protezione della città, ma anche a una migliore organizzazione in caso di incendi (invero frequenti) e per il mantenimento dell'ordine pubblico in generale. Nel frattempo, diverse furono le nuove strade realizzate per meglio collegare i vari punti della collina.

### Attività commerciali della città
Lo sviluppo del commercio di Reval si basava sui privilegi acquisiti durante il XIII secolo. Nel 1346, fu installata una zecca e il porto venne leggermente ampliato. Con l'acquisizione di nuovi diritti sempre nello stesso anno, una parte significativa del commercio di transito tra l'Europa occidentale e Novgorod era concentrata nelle mani dei mercanti della città, a maggior ragione dopo gli attacchi effettuati dai danesi a Visby nel 1361. Mercanti e marinai locali coltivarono i rapporti intrattenuti con i porti di Riga, Visby, Rostock, Lubecca, Bruges, Bergen e Londra. Alla fine del XIV secolo, le strade furono ripavimentate, si costruirono delle rudimentali fogne e si bandì la realizzazione di nuovi edifici in legno per timore degli incendi: solo grazie a tale provvedimento la pietra sostituì definitivamente il vecchio materiale di costruzione. Il periodo compreso dall'inizio del XV secolo alla metà del XVI secolo può essere considerato il periodo più fiorente per lo sviluppo dell'insediamento, nato in particolare da quando Reval divenne uno dei più principali centri della Lega anseatica.
Tra le merci importate da Tallinn, il sale era al primo posto (giunto da Spagna, Francia e persino Portogallo), il quale a sua volta veniva trasportato a Novgorod e in Finlandia, così come spezie, vino, frutta, tessuti, e altro ancora. Delle 1 700 navi mercantili che giunsero in Estonia nel 1426–1496, 1 216 avevano un carico di sale. Oltre alla Francia, il sale veniva inviato in maniera minore anche in Germania e Danimarca. Il maggior numero di esportazioni risale al 1556, con 10 716 contenitori di sale all'anno trasportati.
La seconda merce più importata erano i tessuti, in primis il tessuto spesso. Dal XIV secolo, anche l'aringa salata iniziò a figurare tra i principali beni in commercio, giungendo soprattutto dalla penisola della Scania e da Aalborg, Bornholm e Oldenburg nello Jutland Settentrionale. Il ferro arrivava in Estonia dalla Svezia, lo stagno dall'Inghilterra.
Un'altra merce comune erano i cereali, ovvero circa un terzo delle esportazioni. Nel XIV secolo, grandi quantità di grano venivano esportate da Reval alle Fiandre; nel XVI secolo, la maggior parte del grano esportato finiva nei Paesi Bassi, ma anche a Lisbona e talvolta in Russia. Oltre al lino, il quale giungeva e partiva dall'Estonia e dalla Russia oltre che a Lubecca, anche la canapa era diretta nei Paesi Bassi. Anche materiale da costruzione navale, pellicce e altri prodotti forestali erano stati trasferiti dalla Russia all'Europa occidentale via Reval. Le principali aree di produzione di miele e cera risultavano essere la Finlandia e l'Estonia: una citazione particolare meritano le pelli di bovino e di capra.

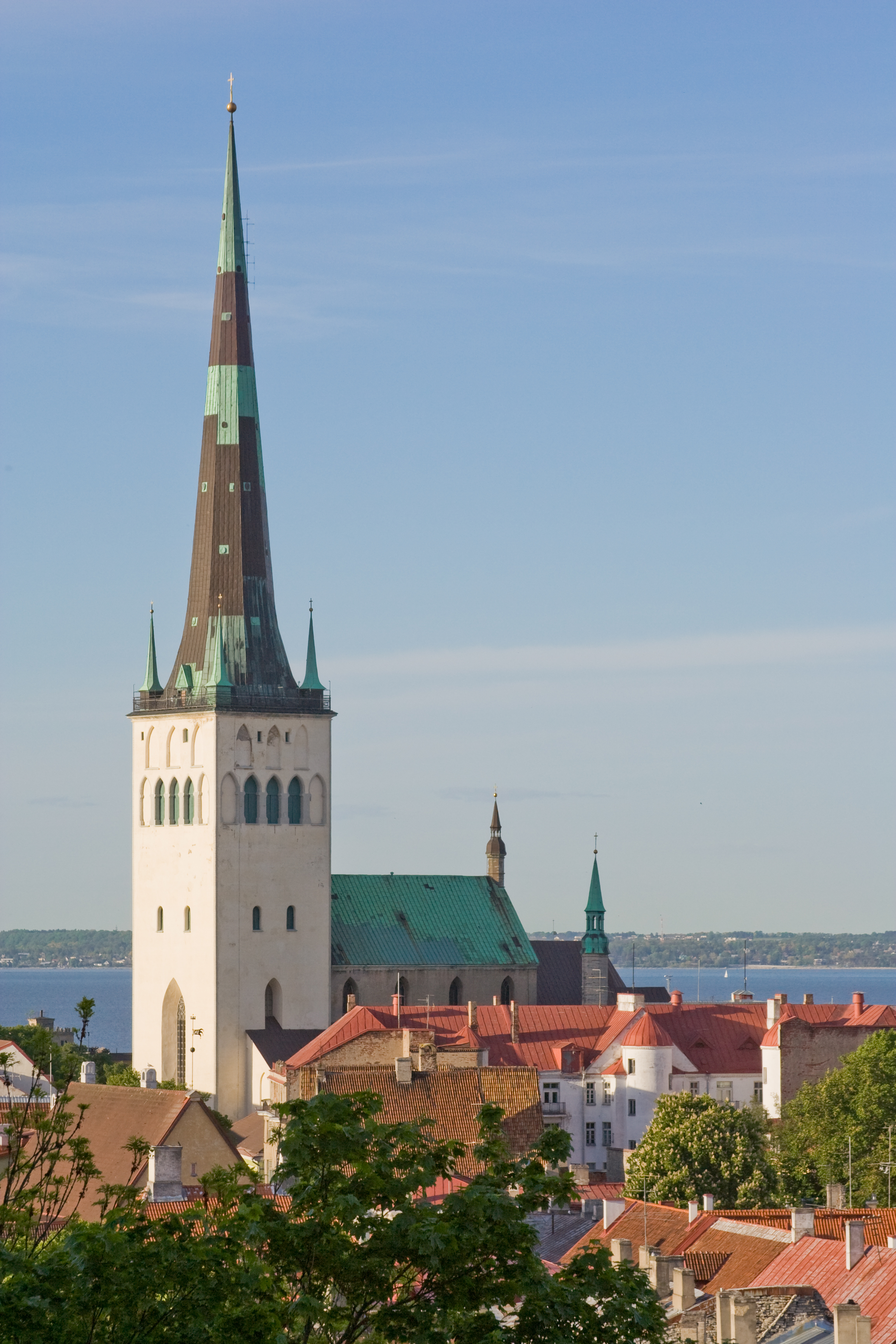
Chiesa di Sant'Olav

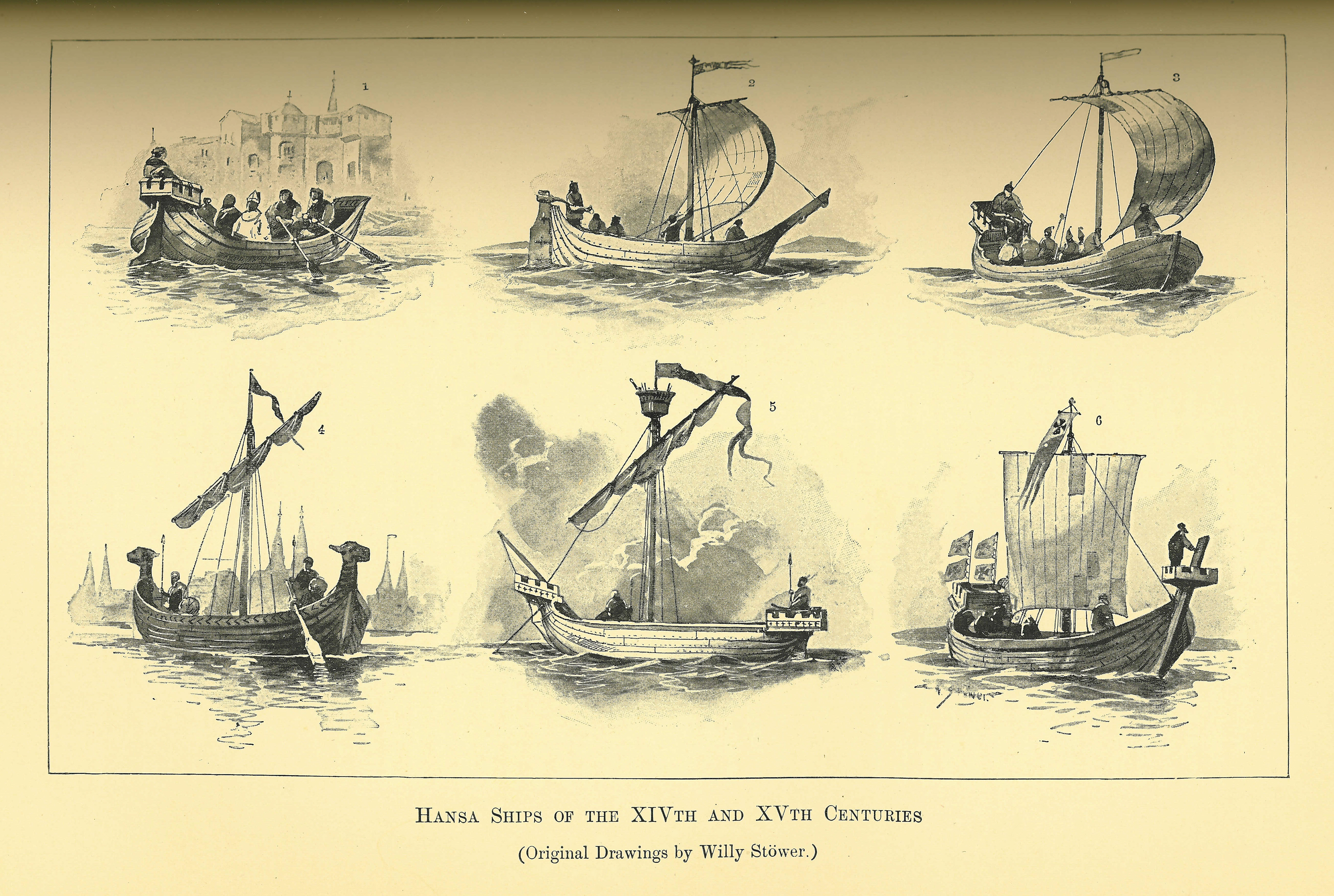
Navi anseatiche del XIV-XV secolo

Intorno al 1500, quando la città stava vivendo un periodo di prosperità, si eresse la chiesa in stile gotico dedicata a Sant'Olav alta 115–125 metri. Tra le nove città maggiori dell'Estonia medievale, Reval risultava il centro abitato più popoloso.
Il declino del commercio a cui andò incontro l'insediamento nella seconda metà del XVI secolo dipese dalla più generale stagnazione del commercio anseatico e dai cambiamenti nelle relazioni commerciali. Parte della diminuzione delle merci fu dovuta al rapporto conflittuale creatosi con Lubecca, uno dei maggiori rivali commerciali nel 1516.

### Sviluppo delle infrastrutture urbane
All'inizio del XV secolo, la costruzione di edifici in pietra che soppiantò quelli in legno interessò anche la zona costiera della città. La prima notifica scritta di una casa in mattoni risale al 1365.
Contemporaneamente, iniziarono i lavori volti a ospitare i membri delle gilde locali, sia tedeschi sia estoni, così come iniziò qualche lavoro di manutenzione per la chiesa di San Nicola, danneggiata gravemente da un incendio dell'11 maggio 1433. I mastri costruttori di Tallinn parteciparono alla ricostruzione delle fortificazioni della città di Riga, insediamento ancor più importante dell'odierna capitale estone al tempo, nonché alla nuova costruzione del monastero domenicano di Turku.
Nel 1407, fu fondato il monastero di Santa Brigida e, a lavori ultimati più di un decennio dopo, l'edificio religioso divenne il più grande del suo tempo nella Terra Mariana, in virtù dei suoi 1360 m² di superficie. Le prime quattro suore entrarono nel monastero ancora in fase di realizzazione già nel 1412, mentre nel 1436 la chiesa venne completata e consacrata.

### Popolazione e condizioni
La comunità urbana si componeva di cittadini e residenti: la differenza stava nel fatto che alla prima categoria apparteneva colui che aveva soggiornato stabilmente a Reval per più di tre mesi. Una seconda condizione era che la nascita non fosse illegittima o frutto di incesto. Ciononostante, il consiglio comunale di Tallinn poteva anche rifiutarsi di concedere i diritti civili, poiché si richiedeva anche la necessità di prestare un giuramento e pagare una tassa: eseguite tutte queste operazioni, si poteva venire iscritti nel registro della città. Solo chi godeva di tale status era autorizzato a lavorare in città come commerciante o artigiano (anche se questi erano considerati i mestieri "migliori"). Inoltre, chi acquisiva il ruolo di cittadino poteva aspirare all'acquisto di proprietà immobiliari.
Le persone più istruite che vivevano in città godevano di uno status legale speciale, poiché non esistevano università in Terra Mariana e le posizioni di spessore erano occupate da intellettuali che provenivano dalla Germania. Gli scrittori potevano diventare membri della grande gilda locale e aspirare a lavorare in maniera stabile, ma erano una delle poche categorie esentate dal requisito della cittadinanza.

#### Amministrazione urbana
Nel municipio di Reval operava un gruppo di mercanti più ricchi, i cosiddetti borgomastri, di solito quattro. Nel consiglio comunale doveva necessariamente figurare un conoscitore della legge e questi era l'unico membro salariato del municipio.
Le residenze di questa categoria di cittadini, operanti anche lontano dall'odierna capitale estone (è il caso di Tartu) formavano essenzialmente una mini-città separata.

#### Corporazioni delle arti e dei mestieri e gilde

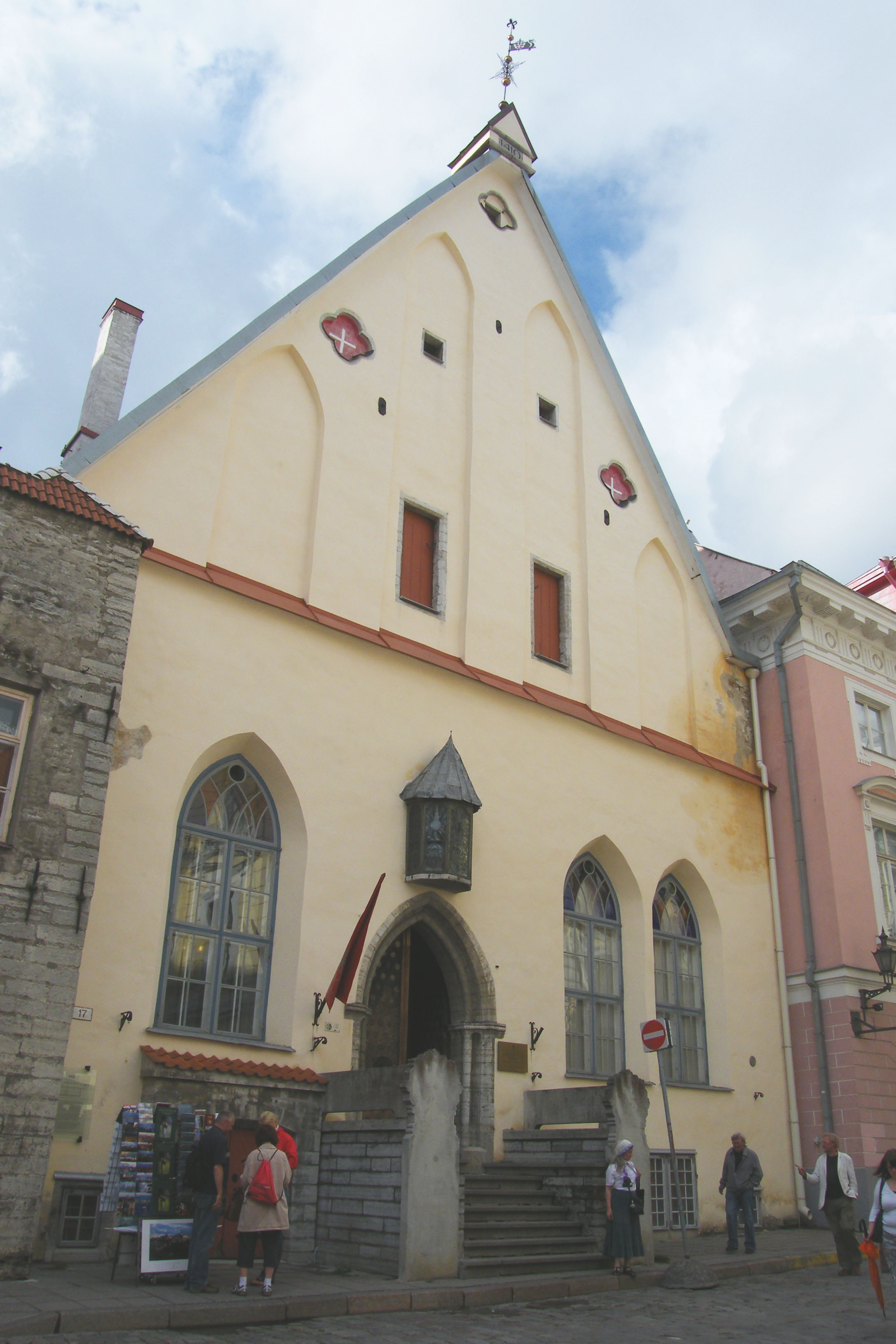
Sede della Grande Gilda, via Pikal

Nel prendere le decisioni più importanti, il consiglio doveva tener conto della posizione delle corporazioni delle arti e dei mestieri avevano la maggiore influenza. La Grande Gilda di Tallinn univa ricchi mercanti tedeschi, la Confraternita delle teste nere e singoli mercanti. Le altre organizzazioni riunivano diversi commercianti, tra cui sarti, orafi, macellai, calzolai, fabbri, fornai, falegnami, conciatori, muratori, cocchieri, venditori di birra, pescatori, portuali, e altri ancora.

#### Ceto contadino a Tallinn
Poiché si poteva diventare cittadini di Tallinn solo da figli di genitori liberi, nel XIV e XV secolo i nomi estoni compaiono ancora nei libri civici, ma l'accesso alla cittadinanza era ancora fortemente limitato. In seguito, tuttavia, sorsero barriere sociali e infine nazionali e, soprattutto nei secoli XVII e XVIII, l'élite locale consisteva principalmente di tedeschi. La popolazione rurale e i non tedeschi erano residenti delle città (inwaner, Einwohner), ma le leggi della città mutarono in loro favore con diritti che vennero loro concessi solo con il passare dei secoli.

#### Protezione e popolazione della città

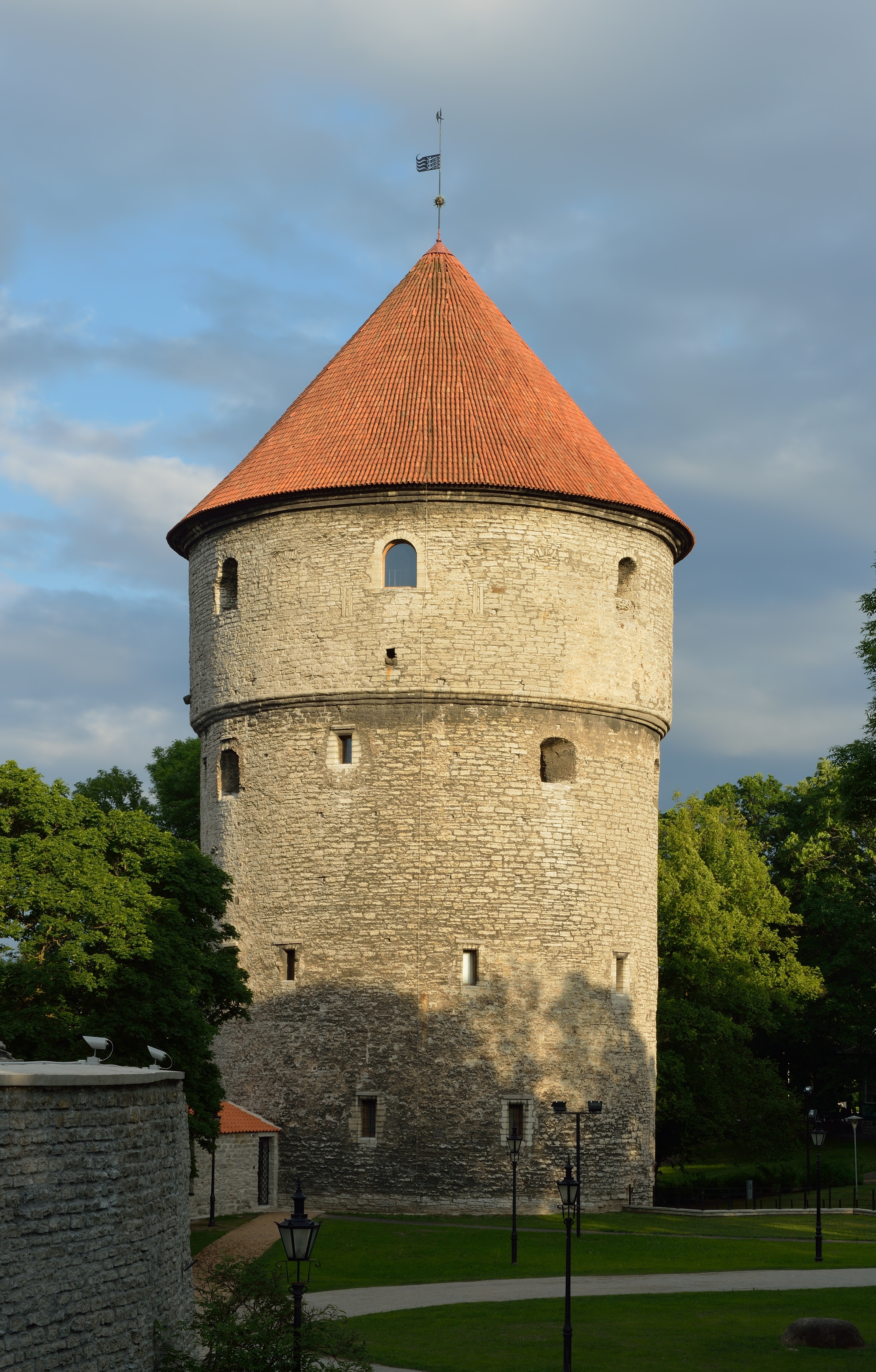
La Kiek in de Kök costruita alla fine del XV secolo sulle mura della città di Tallinn

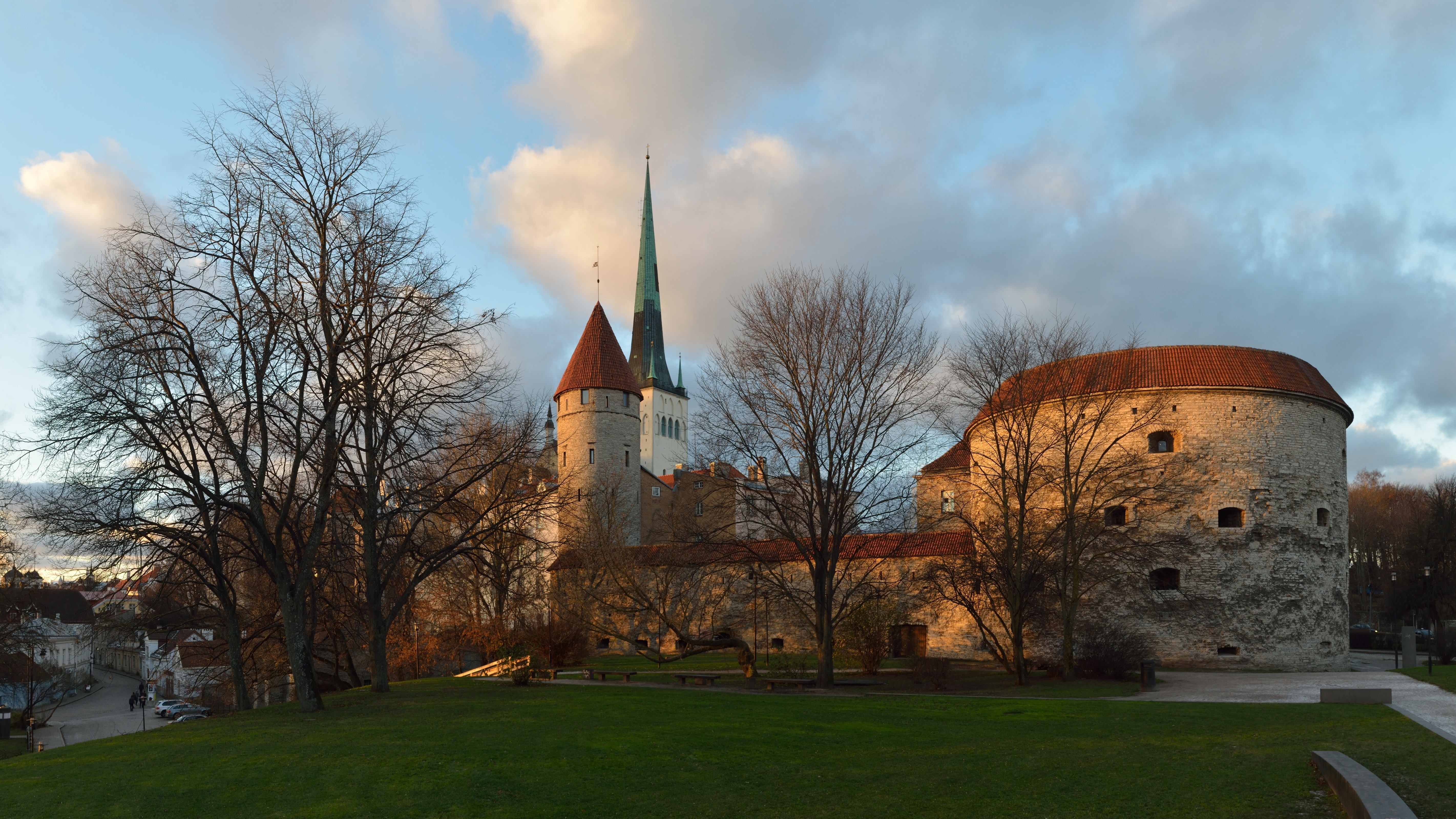
Nel 1518-1529, le guarnigioni situate negli edifici esterni appartenevano facevano rapporto alla torre di Margherita la Grassa

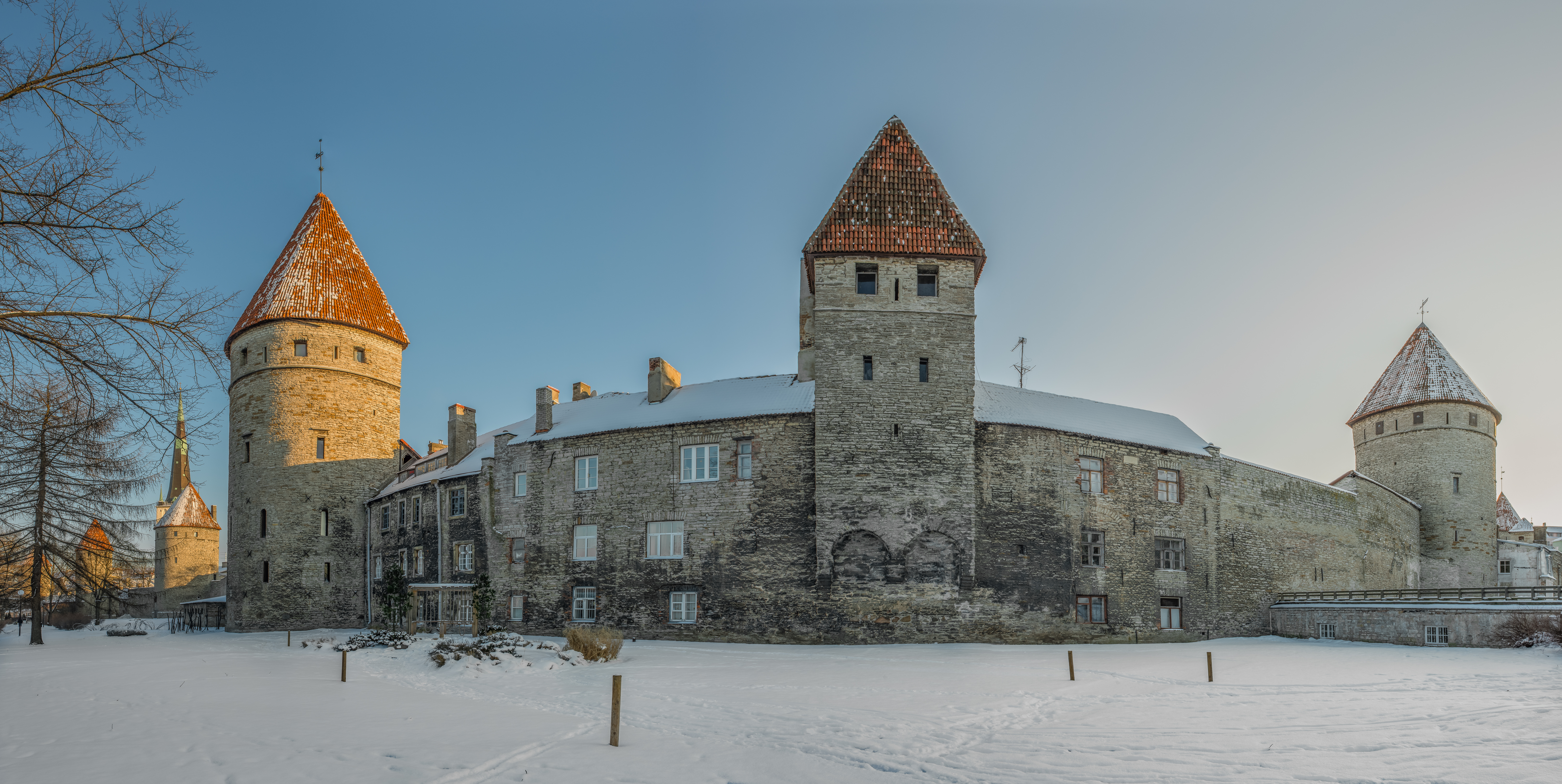
Mura della città di Tallinn, Piazza delle Torri

Nella prima metà del XV secolo, le mura della città di Tallinn furono ampiamente ricostruite, raggiungendo un maggiore spessore e un'altezza che variava dagli 11 ai 16 metri. Nel 1414 si contava più di una quarantina di torri di difesa, di cui ne sopravvivono solo 26. Solo nel secondo terzo del XV secolo, tutte le torri delle porte della cinta muraria furono ricostruite e dotate di porte frontali, oltre a ricevere nuovi ammodernamenti anche le torri di presidio localizzate all'interno delle mura cittadine.
A metà del XVI secolo, c'erano probabilmente 7 000 - 8 000 abitanti tra le mura di Tallinn, inclusa la popolazione dei quartieri più periferici.

## Toompea come residenza del Landmeister dell'Ordine di Livonia

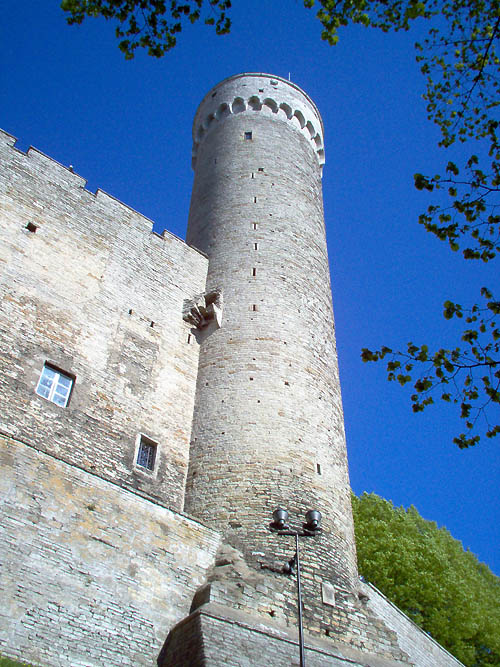
Castello di Toompea con dettaglio su Ermanno il Lungo (Pikk Hermann)

Dopo la rivolta della notte di San Giorgio del 1343, tutte le più importanti fortezze danesi nel Ducato d'Estonia passarono all'ordine livoniano.
La piccola fortezza del castello di Toompea, dove risiedeva il vescovo di Reval, fu abitata da membri del clero locale per diverso tempo: sebbene quando i cavalieri di Livonia arrivarono nella regione in modo permanente la figura religiosa sopraccitata perse molta della sua autorità di cui disponeva in precedenza, riuscì comunque a preservare il possesso di diversi feudi nell'Estonia settentrionale, i più importanti dei quali comprendevano le fortezze castelli vescovili di Kiviloo (Fegefeuer) e Porkuni (Borkholm).
Nel castello si esercitava anche l'attività legislativa finalizzata a disciplinare i regolamenti relativi ai feudi e la politica estera. Diversi Gran maestri soggiornarono in maniera più o meno stabile a Reval fino al 1500.

## Riforma
La riforma luterana non tardò a far sentire i suoi effetti anche a Riga nel 1521. Il primo predicatore luterano giunto in loco, ottenne presto i favori di parte della nobiltà locale, tanto che ancora oggi la religione protestante è ancora molto seguita in Lettonia. Lo stesso successo si riscosse in altre grandi città della Livonia, quali Tallinn, Tartu, Pärnu e Narva. Il principale effetto che seguì alla diffusione del protestantesimo fu il definitivo ridimensionamento del ruolo del clero nell'amministrazione cittadina.
Il 14 settembre 1524, a Tallinn, ebbe luogo un caso di iconoclastia, quando una folla in rivolta di etnia tedesca ed estone invase le chiese domenicane di Santa Caterina, di Olav e dello Spirito Santo, distruggendo immagini sacre e statue, altari e reliquie che erano considerati simboli dell'antica religione.
Tallinn decise di rimpiazzare la vecchia religione con quella nuova nel 1525. Tuttavia, il credo luterano fu ufficialmente adottato nel 1530, quando anche Lubecca rinnegò il cattolicesimo. La riforma secolarizzò i beni della chiesa di modo che potessero essere utilizzati liberamente dai governanti e dal consiglio comunale. Ai domenicani e agli altri ordini monastici presenti nell'odierna capitale estone fu impedita la possibilità di eseguire nuove attività religiose e le loro proprietà passarono alla città. Come risultato della riforma, la congregazione luterana di Tallinn assunse la gestione della cattedrale locale, supervisionandone a quel punto il riallestimento. L'ex monastero domenicano di Santa Caterina fu restaurato e adattato a una semplice scuola a Tallinn nel 1550, la quale svolse il ruolo di centro educativo sostenendo le lezioni in tedesco e in latino.

## Guerra di Livonia

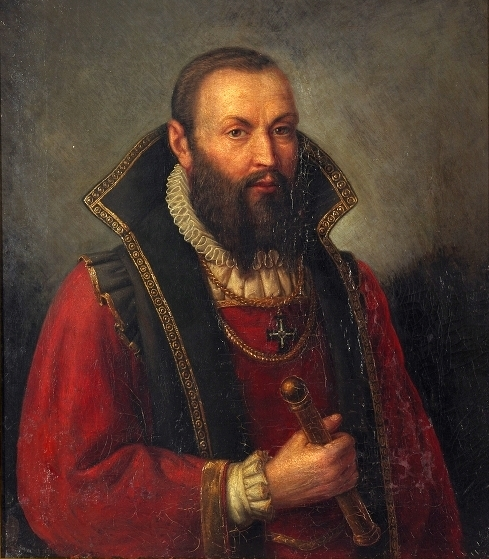
Gottardo Kettler, ultimo Gran maestro dell'ordine di Livonia

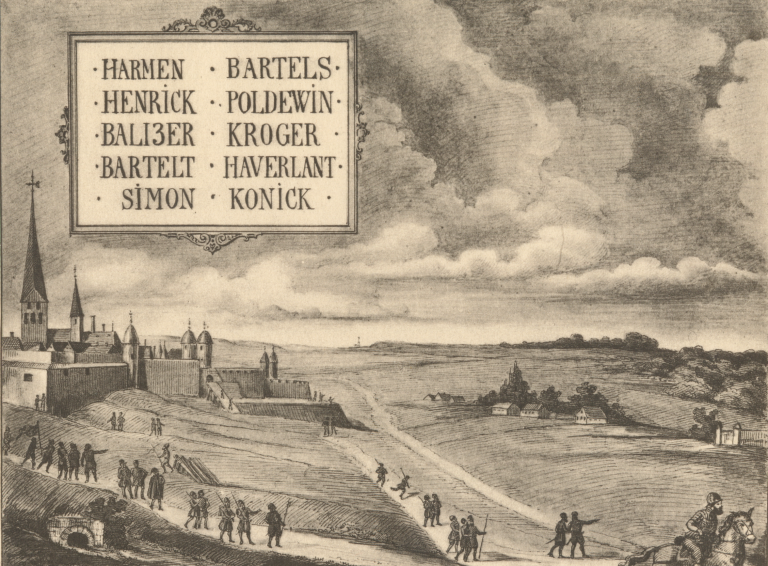
Tallinn nel 1561 nel Baltischer Kulturhistorischen Bilder-Atlas (1886)

Nel 1558-1561 ebbe luogo la guerra di Livonia tra la Confederazione e il Regno russo.
All'inizio di settembre 1560, un reggimento russo situato a Vana-Pärnu e in altre parti della contea di Lääne si accampò nel maniero di Harku. Dopo aver appreso la notizia, il popolo di Tallinn scelse di imbracciare le armi: la mattina presto dell'11 settembre si assistette all'avanzata dei russi. La prima battaglia ebbe luogo vicino a Tallinn, nelle spiagge immediatamente a sud. Gli estoni sconfissero l'avanguardia nemica, portarono via il bottino di guerra derubato dalla contea di Lääne dai russi e imprigionarono anche alcuni degli attaccanti. A seguito di tale battaglia, le truppe russe lasciarono l'Estonia settentrionale.
Nel corso del conflitto, l'ultimo Gran maestro dell'ordine di Livonia Gottardo Kettler riuscì a proteggere la zona settentrionale dell'Estonia dagli uomini dello zar Ivan il Terribile. Il 6 giugno del 1561, Tallinn giurò fedeltà al re svedese Erik XIV e accettò dunque l'autorità del sovrano sulla città. I cavalieri delle contee rurali di Harju, Viru e Järva si accodarono a tale esempio il 4 giugno 1561.
Il vecchio castello di Toompea, comandato da Caspar von Oldenbockum, uno degli ultimi combattenti ancora a servizio dei cavalieri di Livonia, fu l'ultimo ad arrendersi in ordine cronologico.

## Dominio svedese a Tallinn
Dopo aver riconosciuto l'autorità della corona svedese, nacque la provincia dell'Estonia in cui erano inclusi diversi insediamenti della zona settentrionale del paese i quali facevano capo a Tallinn, sede inoltre del governatore dell'Estonia.
Nel 1561, dopo la riforma, le diocesi cattoliche ancora rimaste passarono in mano alla Chiesa luterana svedese. Le congregazioni più esterne di Tallinn rientrarono nel distretto del concistoro di Tallinn, guidato dal sovrintendente cittadino.
Durante la guerra del nord dei sette anni, nel luglio 1569, una flotta combinata di danesi e guerrieri di Lubecca giunse nel Golfo di Tallinn bombardando violentemente la città per tredici giorni, saccheggiando pressoché tutto il porto e requisendo più di trenta navi da carico. Nel 1570 scoppiò una rivolta dei locali contro i governanti svedese, capeggiata da Klaus Kursell, nel corso della quale fu occupata la piccola fortezza di Toompea e fu imprigionato il governatore Gabriel Kristiernsson Oxenstierna. Le insurrezioni perdurarono per qualche mese: il 7 gennaio 1570, Klaus Kursell tornò a spingersi con i rivoltosi verso il castello di Toompea, tentando un attacco a sorpresa. Il 24 marzo dello stesso anno, le truppe svedesi circondarono il castello e imprigionarono la maggior parte degli uomini. Kursell fu presto condannato a morte e giustiziato assieme ai suoi più fedeli complici.
Nel 1570, le ostilità ripresero nell'Estonia settentrionale, con la partecipazione delle truppe svedesi e del re Magnus di Livonia, che divenne vassallo della Russia in tutta la Livonia per conto dello zar. Nel corso dei due assedi avvenuti nel 1570-1571 e nel 1577 furono saccheggiati i sobborghi di Tallinn e le terre circostanti; il monastero di Santa Brigida andò distrutto.

Mura e linee di difesa della città di Tallinn in epoca svedese

Il periodo di sofferenza della popolazione locale proseguì fino al 1595 (nel 1580 e nel 1591 si verificarono due epidemie di peste), quando fu firmata la pace di Teusina che definiva il confine del Regno russo e lasciava quest'ultimo lontano dall'Estonia in cambio però di numerosi altri possedimenti.

### Guerre polacco-svedesi (1600-1611)
Nel 1588, il principe Sigismondo di Svezia fu eletto re di Polonia con il nome di Sigismondo III Vasa. Salito al trono dopo la morte di suo padre Giovanni III, Sigismondo era un cattolico che aveva molti avversari nella Svezia luterana, capeggiati da suo zio, il duca Carlo di Södermanland. Tra il 1598 e il 1599 la guerra civile coinvolse Sigismondo fino a quando fu costretto ad arrendersi dopo aver perso a Stångebro: pesantemente sconfitto, questi dovette abdicare e fuggire in Polonia. Carlo divenne così il nuovo sovrano, sebbene il nipote continuasse a covare propositi di riconquista del trono. In primo luogo, egli intendeva sottrarre il territorio estone al dominio svedese. Per evitare un nuovo conflitto, Carlo provò a consolidare il suo potere in Estonia, dove la nobiltà locale e le città erano ancora fedeli a Sigismondo: già nel 1600, i sostenitori di Carlo erano subentrati ai loro predecessori con il risultato che, entro aprile, anche Tallinn e la nobiltà estone giurarono fedeltà al nuovo regnante. Nelle successive guerre polacco-svedesi (1600-1611, 1617-1618, 1621-1625, 1626-1629), le battaglie si svolsero in Estonia meridionale e in Lettonia, senza però interessare Tallinn.

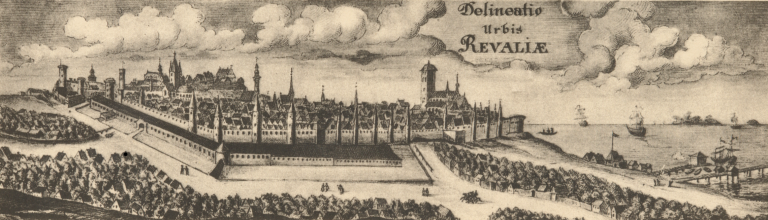
Tallinn nel 1630

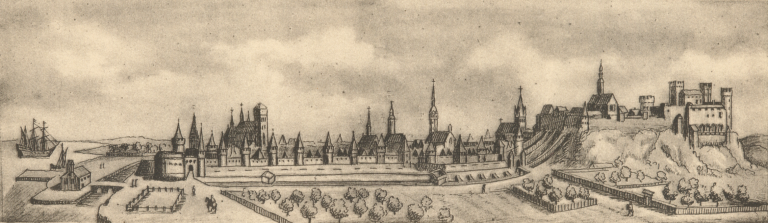
Tallinn nel 1650

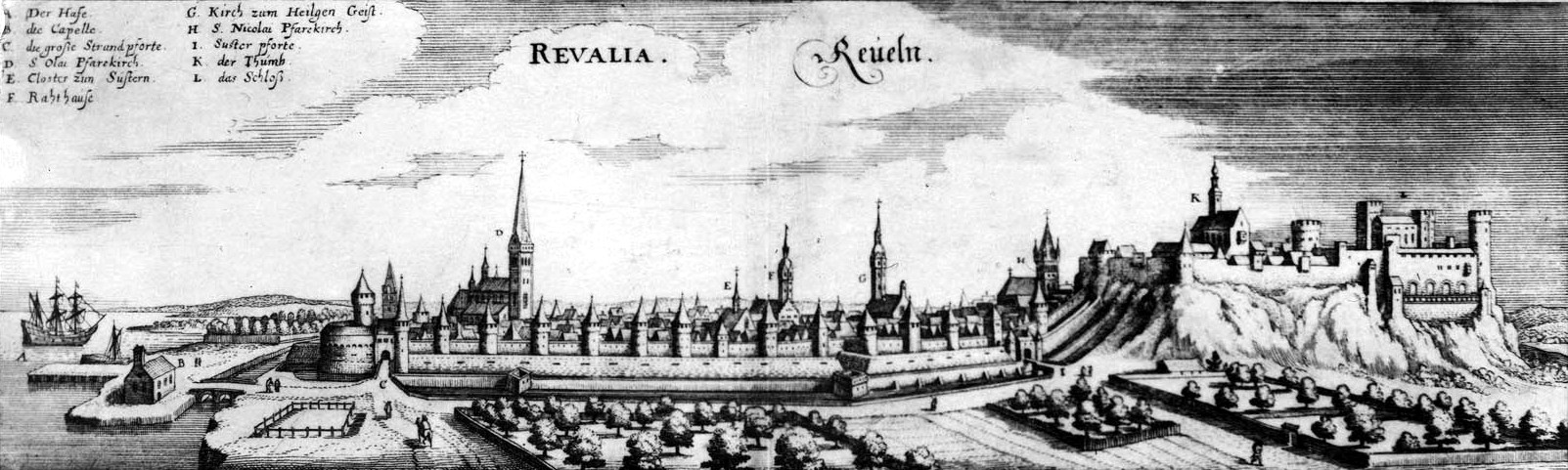
Tallinn a metà del XVII secolo in un'incisione di Adam Olearius

Nel Regno di Svezia, il commercio tra Tallinn e altre città costiere si sviluppò in modo crescente e vigoroso, poiché il mar Baltico era diventato il "mare nostrum" della Svezia. L'economia fiorì anche a Narva sotto la protezione delle autorità svedesi, poiché la rotta commerciale verso Pskov, Novgorod e Mosca correva lungo il fiume locale. Come risultato del vivace sviluppo con la Russia, l'importanza di Narva aumentò a tal punto che a metà del XVII secolo le autorità svedesi accarezzarono il proposito di dichiararla capitale delle province del Regno di Svezia del Baltico invece che Tallinn. Nel 1600, il consiglio comunale di Tallinn istituì la legge sulle scuole, la quale regolava la scuola cittadina. Nel 1631 fu aperto il Ginnasio di Tallinn e il Ginnasio di 4º grado fornì ai laureati un'istruzione accademica di alta qualità in materie umanistiche, che consentì loro di continuare i loro studi all'università. La Tallinn della metà del XVII secolo contava cinque scuole principali.

### La grande guerra del Nord e la fine dell'egemonia svedese
Nel XVII secolo sorsero nuove abitazioni nelle zone esterne della città, ma non si procedette a effettuare alcun ammodernamento alle strutture difensive, preferendosi invece rimpiazzare solo l'arsenale obsoleto.
Proprio mentre Tallinn sembrava vivere una nuova fase di quiete, scoppiò la grande guerra del Nord, che però non coinvolse Tallinn se non dopo un decennio dal suo inizio, il 15 agosto 1710: in quella data, i russi circondarono Tallinn, impedendo l'importazione di derrate alimentari e la fornitura di acqua potabile dal lago Ülemiste. Dopo 45 giorni di taglio degli approvvigionamenti, che provocarono l'insorgere di pestilenze e fame, la maggioranza (90%) della guarnigione cittadina e dei residenti si arrese il 29 settembre 1710 alle truppe di Pietro il Grande, così come il cavalierato estone e la guarnigione svedese a presidio di Tallinn.

## Tallinn nell'Impero russo
Quando il Regno di Svezia perse la guerra, dovette cedere la Livonia, l'Estonia, l'Ingria e parte della gola della Carelia a ovest del lago Ladoga, insieme al futuro Governatorato di Vyborg, oltre alle città di Riga, Dünamünde e altri insediamenti, province e distretti nella regione baltica col trattato di Nystad del 1721. La città di Tallinn e di Paldiski acquisirono molta importanza per l'Impero russo in qualità di porti militare al confine occidentale.
Dopo la grande guerra del Nord, lo status della città e il consiglio comunale di Tallinn rimasero in vigore come scritto nell'atto in cui si arrendeva a Pietro il Grande.

### Tallinn come porto militare
Pietro il Grande si preoccupò di allestire l'Ammiragliato per la costruzione di navi da guerra e rifornimenti a Tallinn. Lo scopo era quello di riparare ed equipaggiare le navi della marina militare: il complesso di edifici necessari per la riparazione, tra cui officine, scali di alaggio, magazzini, fucine, edifici amministrativi e un arsenale. L'Ammiragliato possedeva anche la fabbrica di corde, una società di costruzioni, un mulino in mattoni e una segheria. Intorno al 1730 fu fondato anche il collegio militare con vari percorsi che permettevano specializzazioni in diversi settori, dal genio alla sartoria.

### Provincia di Tallinn
Il 29 maggio 1719, per ordine dello zar, prese forma il governatorato di Tallinn (in russo Ревельская губерния?, Revel'skaja gubernija), che consisteva delle contee di Läänemaa, Harjumaa, Järvamaa e Virumaa, mentre originariamente la regione di Narva apparteneva a quella di San Pietroburgo.

### Vice consiglio di Tallinn

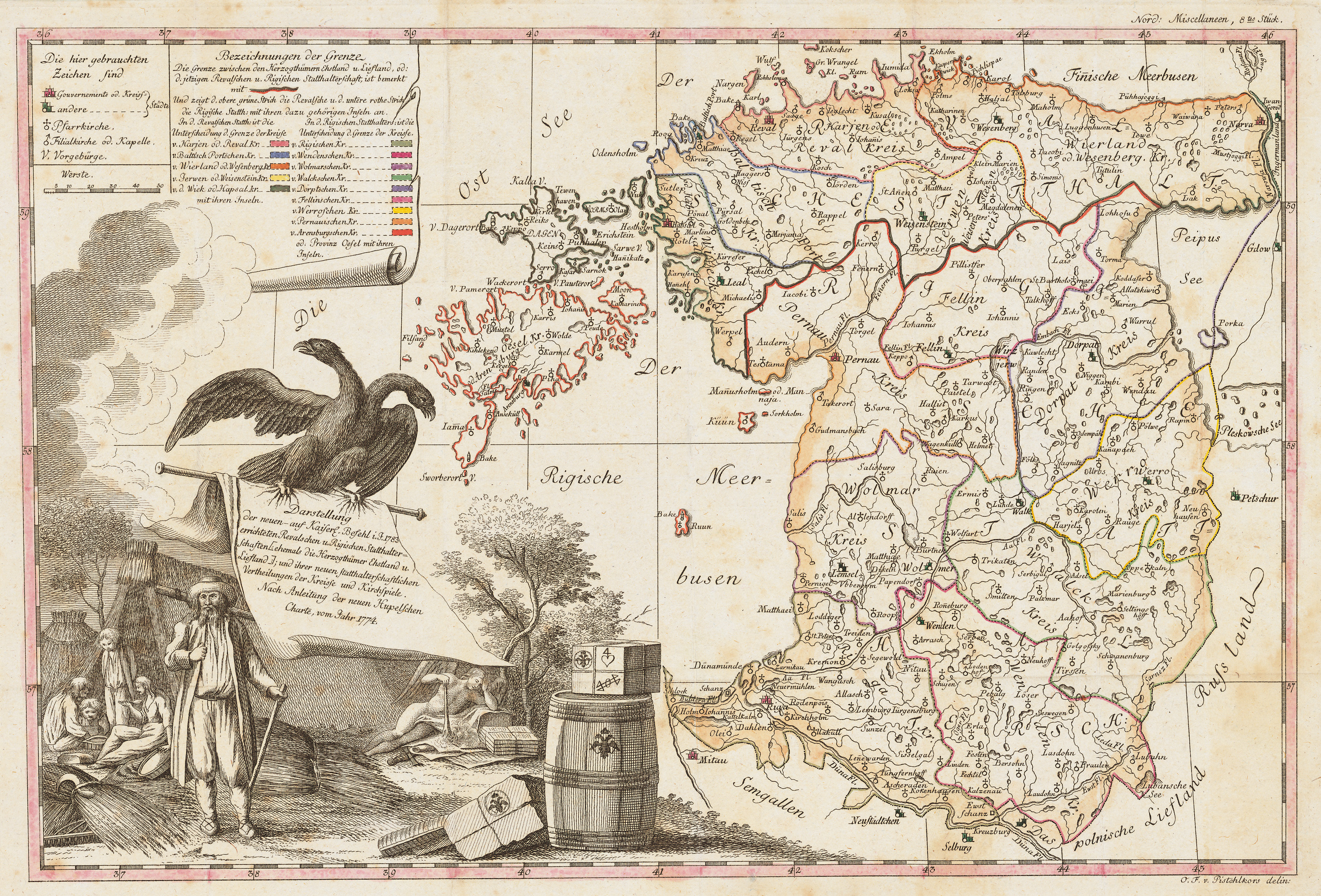
Mappa dell'Estonia e della Lettonia del 1783

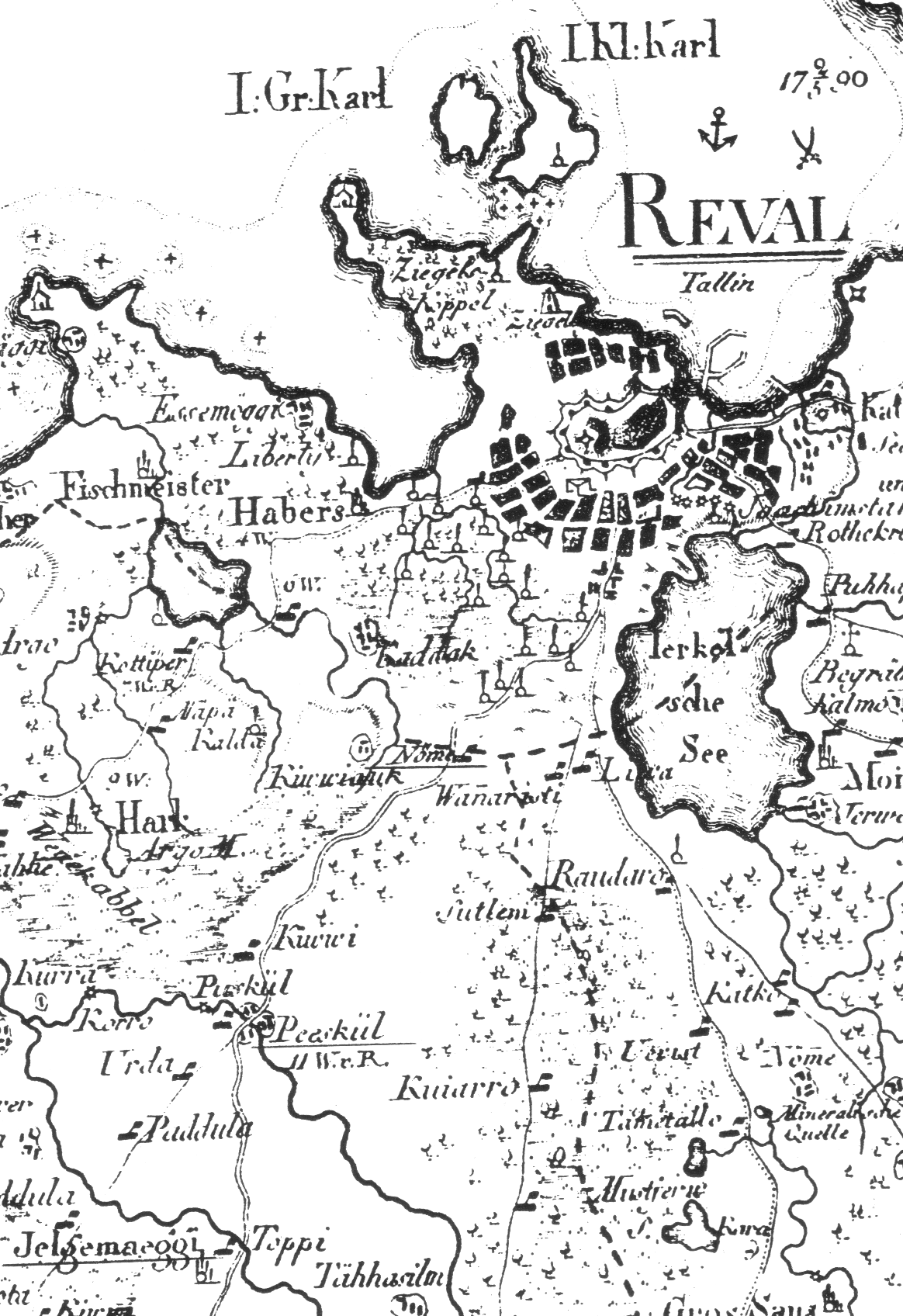
Città di Tallinn in una mappa di Otto Friedrich von Pistohlkors del 1798

Sulla base della nuova legge sulla ripartizione amministrativa introdotta nell'impero russo nel 1783, venne formata la provincia di Tallinn. Lo zar russo Paolo I ripristinò le precedenti suddivisioni, ma il centro principale, ovvero Tallinn, non mutò. Nell'ultimo quarto del XVIII secolo, durante il regno dell'imperatrice Caterina II, fu introdotto l'obbligo di insegnare la lingua russa nelle città delle province baltiche. Le scuole finanziate dallo Stato divennero note come scuole pubbliche; nel 1788, inoltre, lo stemma odierno di Tallinn divenne quello ufficiale.
Il 13 maggio 1790, quando era in corso la guerra russo-svedese, nella baia di Tallinn si svolse la battaglia di Reval, da cui ne uscì vittoriosa la marina russa.

### Tallinn nel XIX secolo

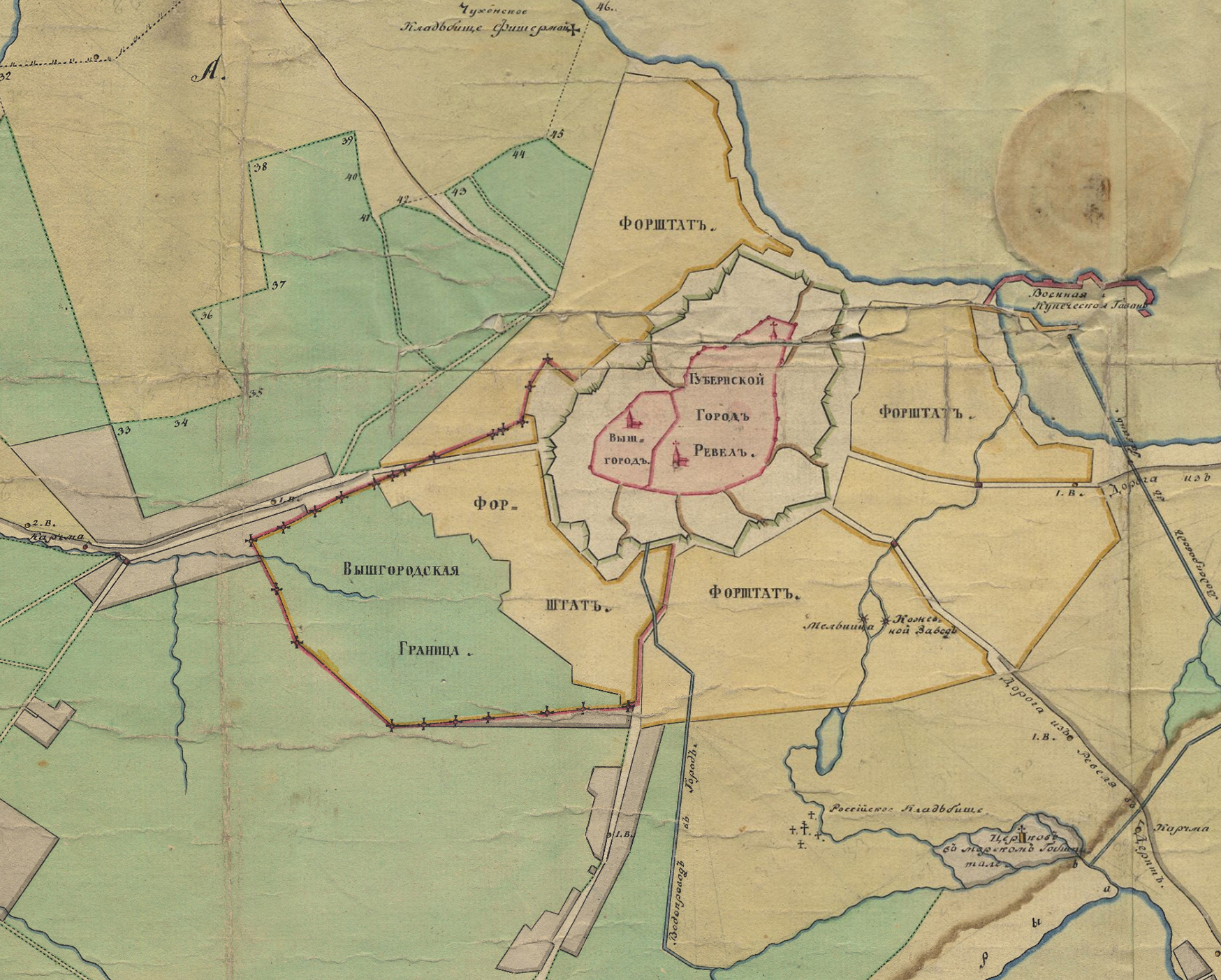
Mappa di Tallinn nel 1810

Nel 1805 venne fondato il ginnasio provinciale di Tallinn, così come le prime scuole elementari a Tallinn separate per ragazzi e ragazze: se essi avessero voluto, potevano continuare gli studi in una scuola distrettuale per altri due anni, che preparava gli studenti per entrare in istituti superiori. Nel 1814 si contavano inoltre dodici scuole private a Tallinn. Alle scuole elementari si fermavano in genere le fasce più umili della popolazione urbana, le scuole distrettuali erano destinate agli strati intermedi impegnati nel commercio e l'artigianato, mentre le scuole secondarie superiori erano frequentate dalle fasce più abbienti della popolazione. Fu solo nel 1852 che fu istituita una scuola secondaria anche per ragazze.

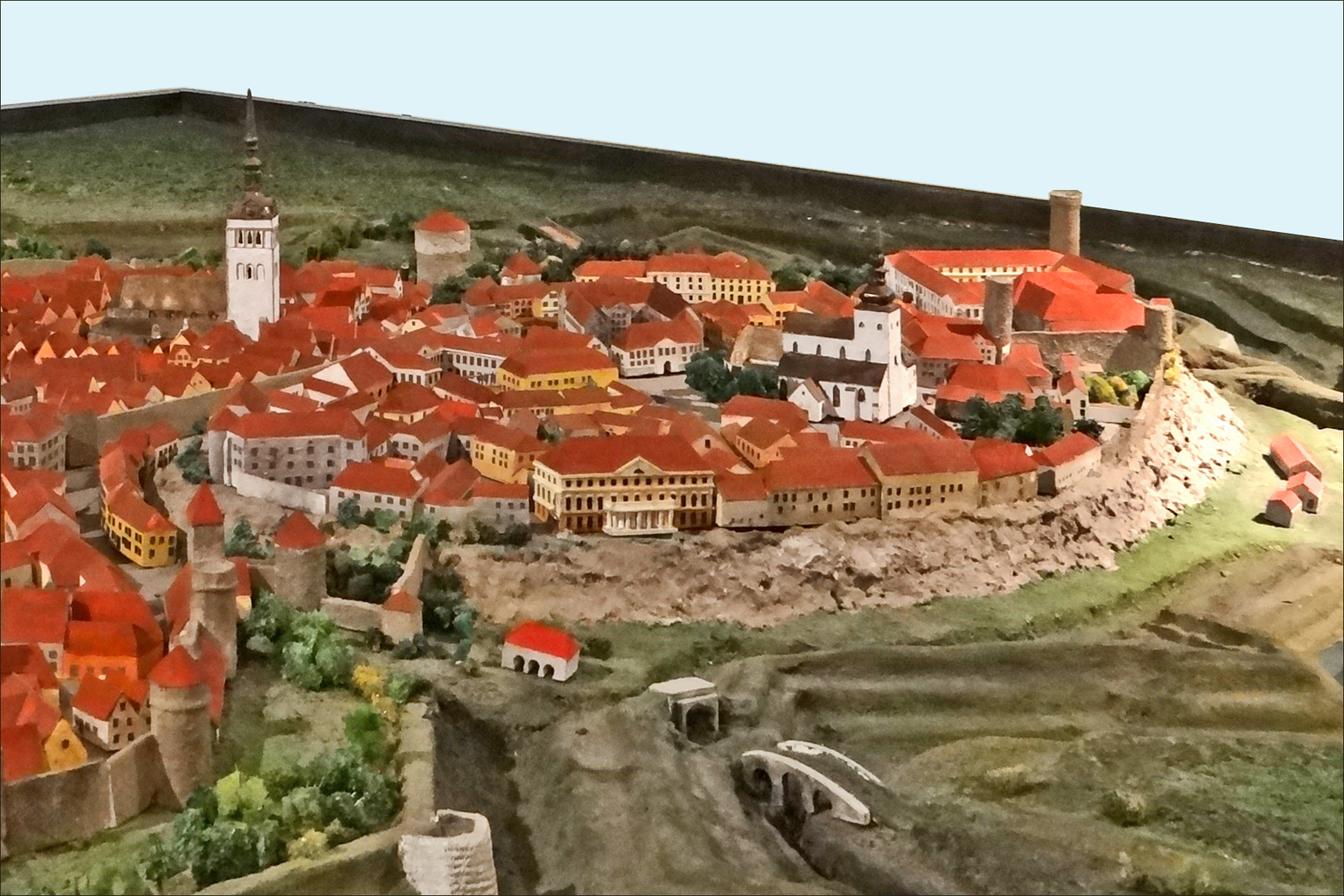
Un modello raffigurante la Tallinn del 1825 vista dal mare

La crescita edilizia della città fu limitata il 14 aprile 1825 da un'ordinanza emanata dal governatore di Riga e dal marchese di Livonia, Estonia e Curlandia, Filippo Paulucci, di origine italiana: egli statuì infatti che le attività di costruzione potessero avvenire esclusivamente nella fortezza e nei sobborghi di Tallinn. Ulteriori lavori di ristrutturazione del porto e della flotta baltica situata a Tallinn avvennero per ordine di Nicola I nel 1829 e nel 1840 nella Kaitsekasarm.

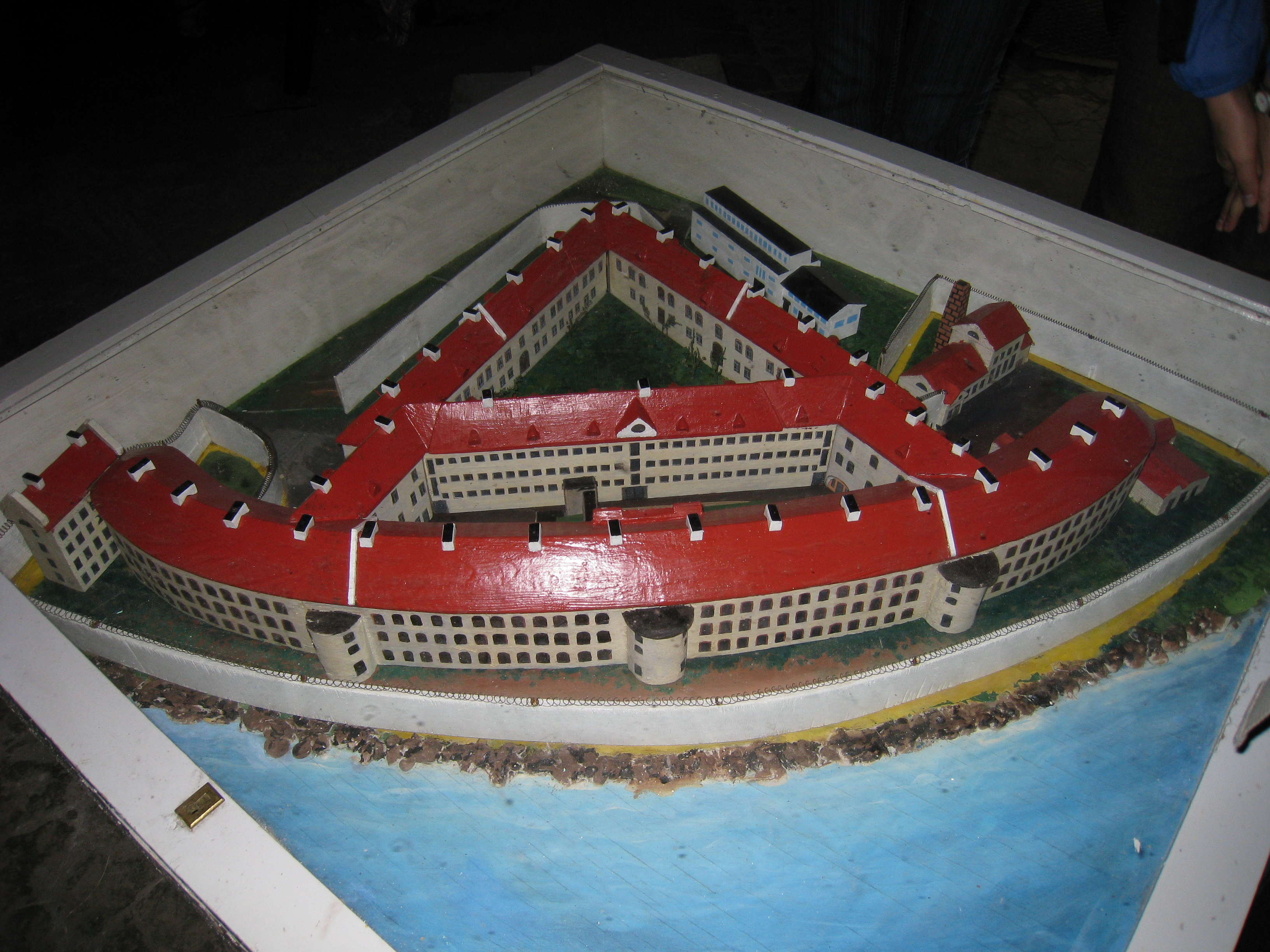
Caserma della difesa costruita nel 1840. Il modello raffigura le celle di prigione annesse successivamente

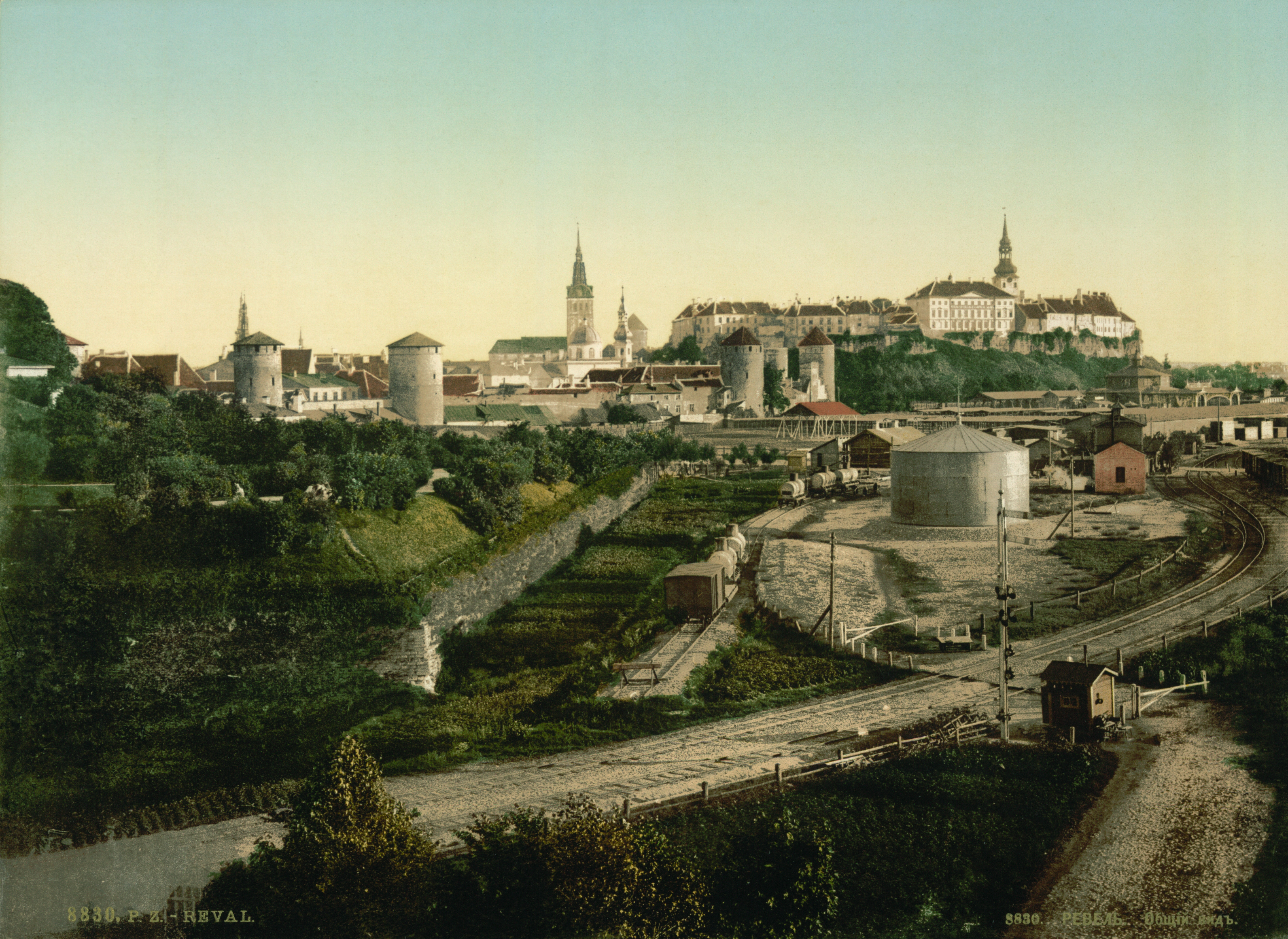
Panorama di Tallinn alla fine del XIX secolo

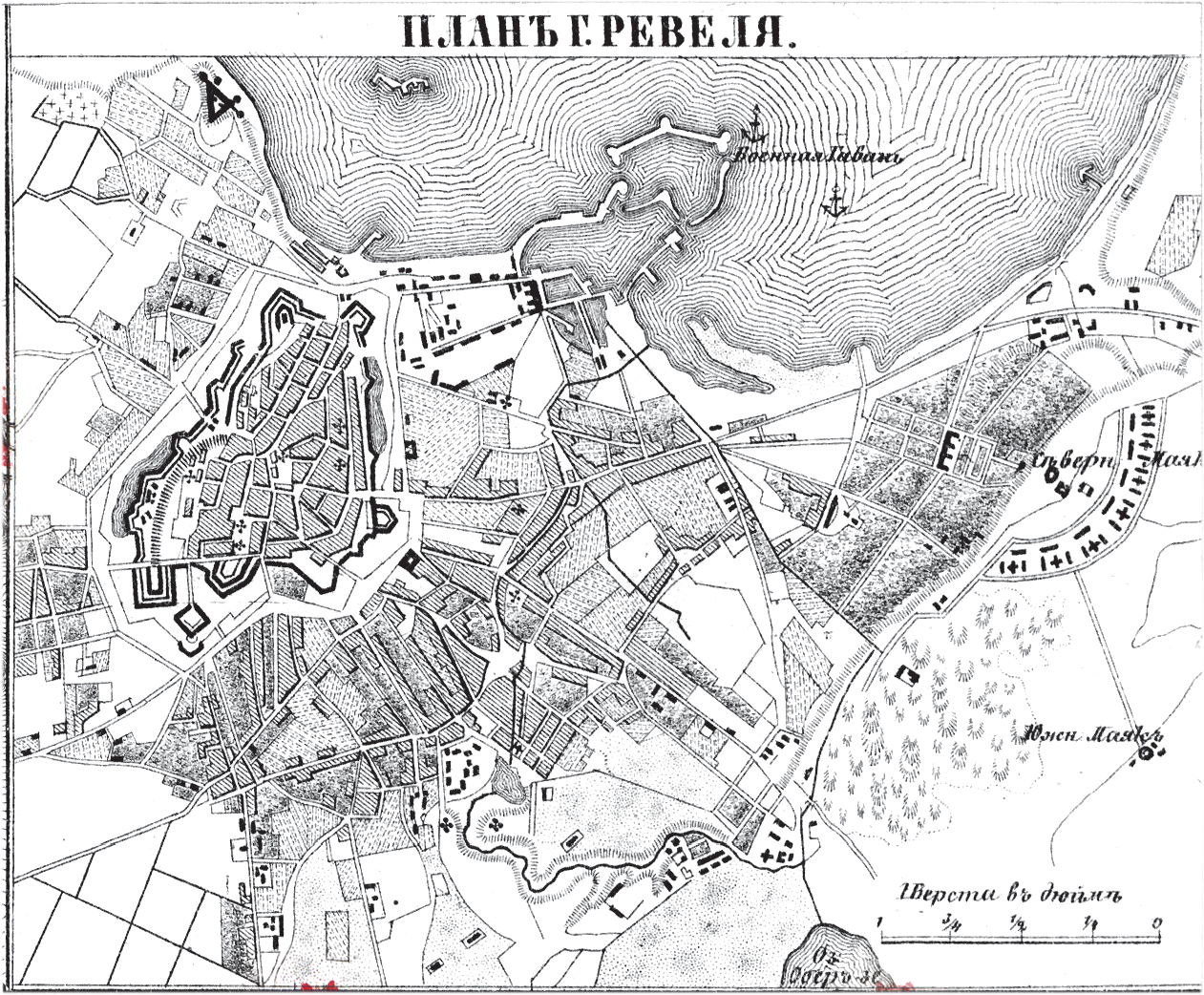
Pianta della città di Tallinn del 1876

Le restrizioni alla costruzione furono revocate solo dopo il 1º gennaio 1858, quando Tallinn non risultò più nella lista delle fortezze russe e fu consegnata al rappresentante speciale del governatore dell'Estonia dal vice colonnello Krausold.
Con lo sviluppo dell'industria alla fine del XIX secolo, il numero dei residenti della città aumentò e emersero anche nuove aree residenziali: Kivivõllaste (1873), Juhkentali (1874), Uus Maailm (1873-1883), Kassisaba (1877), Sibulaküla (1882), Kitseküla (1898), Kelmiküla (1898).

#### Alfabetizzazione

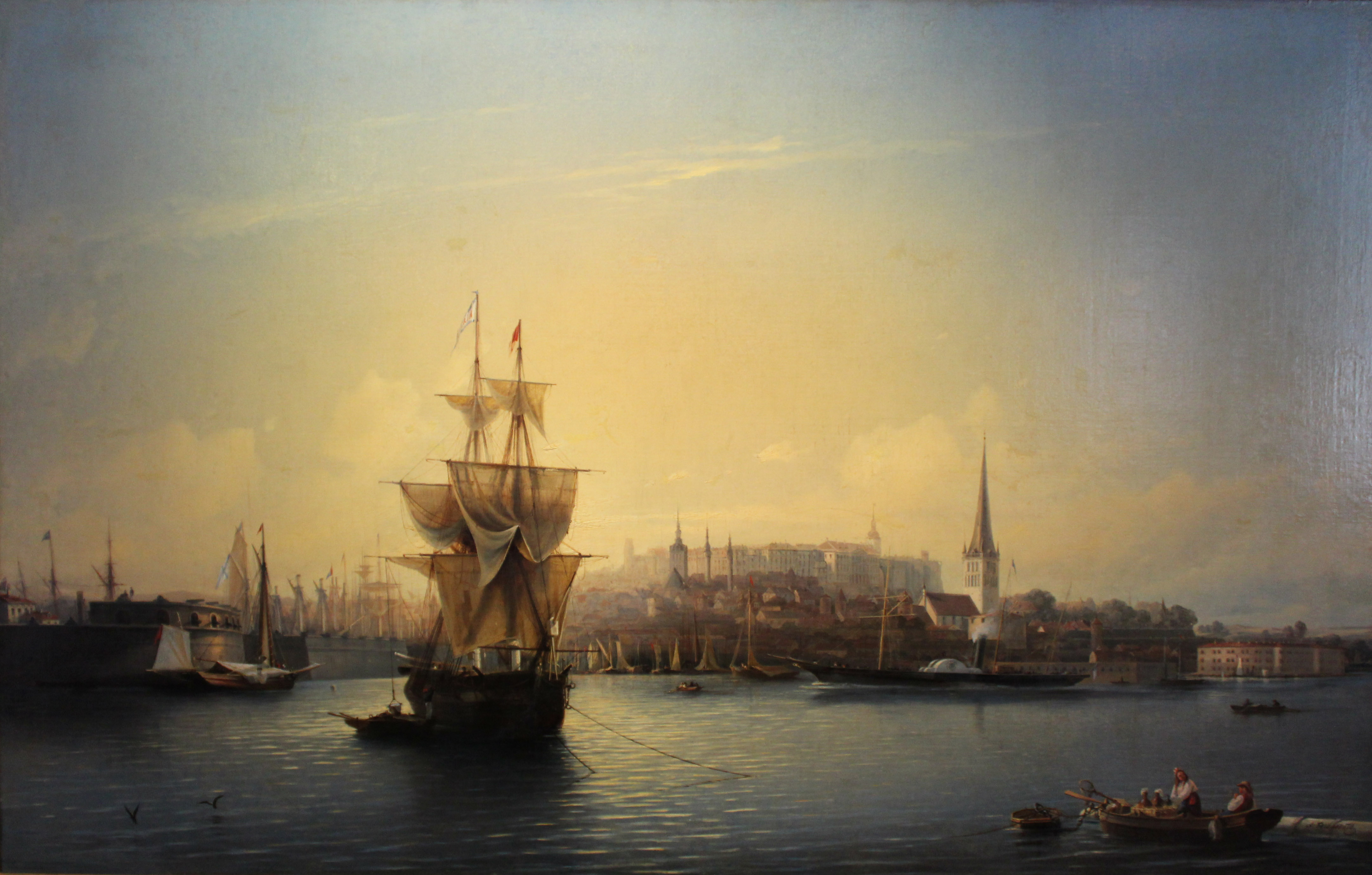
"Porto di Tallinn" di Alexei Bogoljevov (olio su tela, 1853)

Nel 1870, il sistema di istruzione primaria delle città estoni fu integrato con un nuovo tipo di scuola, quella che forniva l'istruzione primaria a bambini di qualunque estrazione sociale. La prima scuola cittadina con tre classi di Tallinn si formò nel 1873. Tra il 1870 e il 1880 furono aperte varie scuole in cui si insegnava il russo o il tedesco, ma spiccava anche l'istituto tecnico nato allo scopo di formare professionalmente le generazioni future. A livello linguistico, benché studiato, il russo continuava ad assumere un ruolo marginale: solo il 10% degli abitanti lo parlava quotidianamente intorno alla metà dell'Ottocento.

#### Miglioramento delle infrastrutture urbane
Nel 1852, via Narva fu pavimentata in ciottoli e negli anni successivi furono asfaltate le attuali Piazza del Municipio, di Viru, di Mündi e di Pikk. In periferia, vennero eseguiti lavori di pavimentazione sulle attuali via Roosikrantsi e Pärnu.
Nel 1864, venne fondata l'associazione addetta all'approvvigionamento dell'acqua e del gas e alla supervisione delle fognature. Nell'ottobre 1870 vennero ultimati i lavori per la ferrovia che collegava Tallinn a Mosca. Nel 1882 furono aperte venti fontane pubbliche e venne presentato al municipio un progetto per la costruzione della rete fognaria di Toompea, realizzata in maniera rudimentale nell'Alto Medioevo.

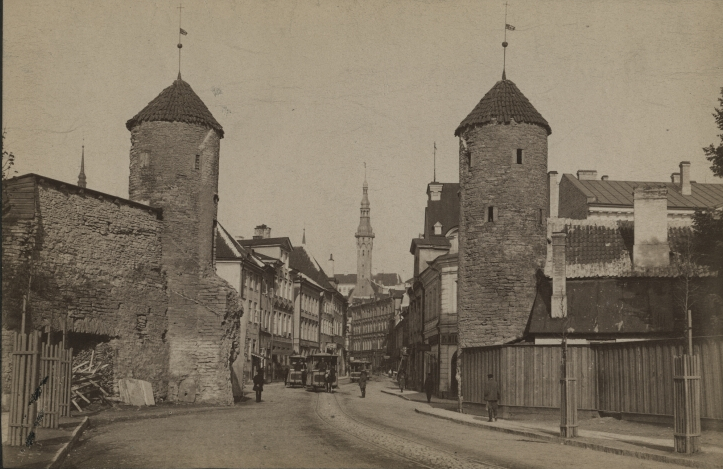
Via Viru nel 1888: poco tempo prima si era provveduto a rifare il manto stradale

Nel 1862 si procedette a riallestire il sistema di polizia posto a pattuglia delle città maggiori nelle province baltiche: tale operazione non fu semplice, tanto che le ultime direttive al riguardo vennero emesse nel 1888. Alla fine, risultarono sette stazioni di polizia dislocate in sei diversi distretti urbani.

#### Amministrazione della città
Il 26 marzo 1877 venne permesso di costituire un consiglio comunale, composto da quattro consiglieri e un sindaco: si trattò della prima volta in cui Tallinn godeva di un'autorità simile da quando era stato soppresso il diritto di Lubecca. Nelle elezioni del consiglio comunale di Tallinn del 1904, l'Unione degli estoni e dei russi vinse sui tedeschi baltici con Jaan Poska.
Il 24 agosto 1888, aprì la prima "ipposidra" di nome "Konka" in città: il traffico ferroviario regolare, gestito tramite cavalli, fu realizzato per collegare meglio alcune aree della parte alta di Tallinn. Il 22 settembre 1888 nacque una seconda linea e il 28 marzo 1901 una terza.

#### Economia

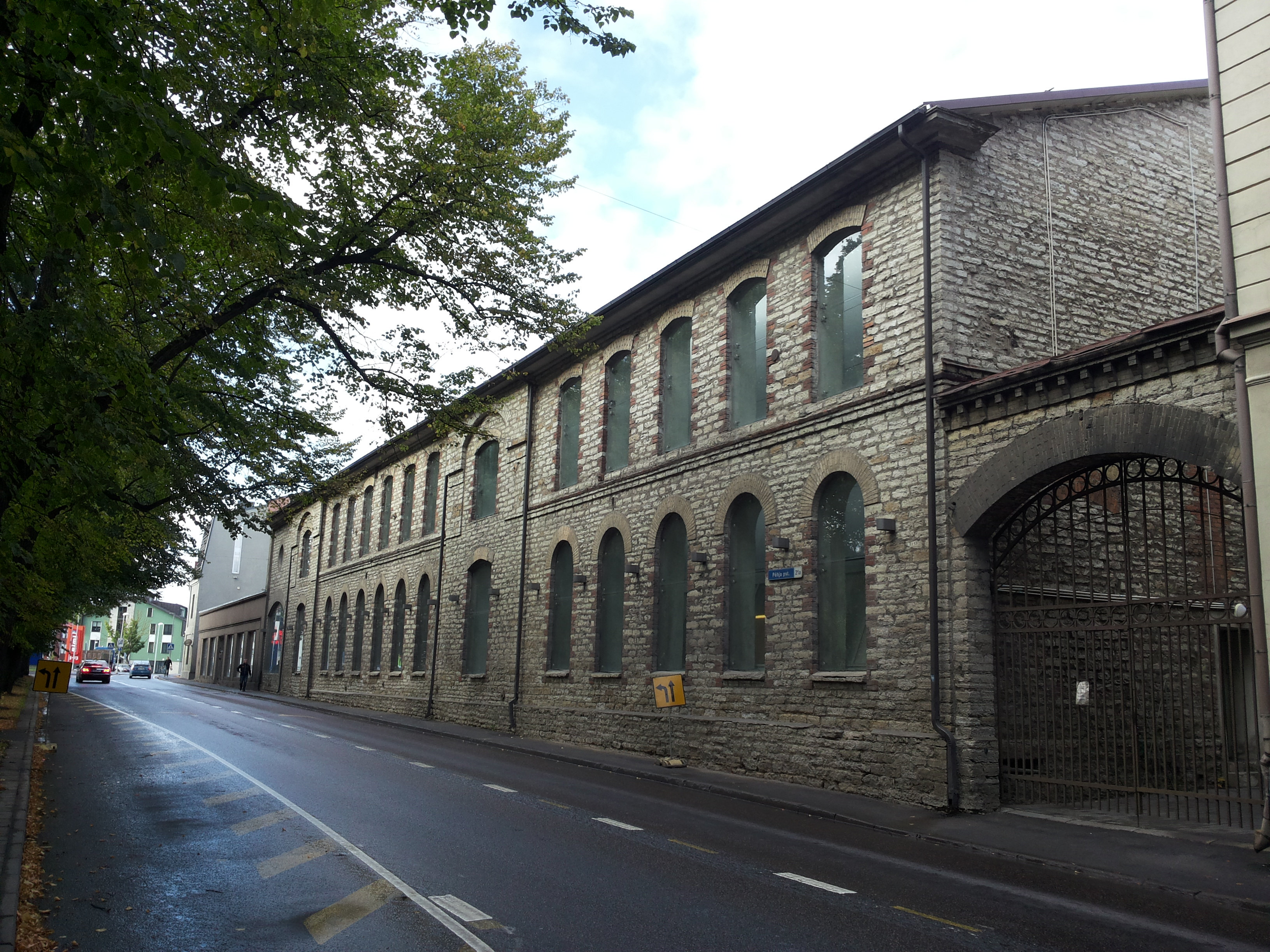
Sede centrale dell'officina meccanica F. Wiegand attiva dal 1881-1883

Nel XIX secolo fu fondata a Tallinn diverse officine meccaniche, quali la Drümpelmanni (1828), la Jürgens (1858), la Friedrich Wiegand (1859) e la Franz Krull Krull (1865). Inoltre, al contempo nacquero industrie dedicate alla lavorazione del legno, alla produzione di materiale idoneo alla pavimentazione stradale, cartiere e specializzate nella vendita di carrozze.
Lo sviluppo della rete ferroviaria contribuì molto allo sviluppo dell'industria e all'allargamento delle periferie: negli anni settanta dell'Ottocento fu costruita, come detto, la Ferrovia Baltica, la quale collegava i porti di Paldiski e Tallinn a insediamenti quali Narva, San Pietroburgo e Gatčina. Sebbene in origine non fosse stato previsto, i binari deviavano verso la sede dell'Ammiragliato nel porto locale. I principali stabilimenti ferroviari che servivano pezzi di ricambio ferroviari in Estonia aprirono i battenti a Tallinn.
A causa dello sviluppo economico, si edificarono nuove strutture nel centro di Tallinn, come la sede dei vigili del fuoco (1872–1873), la scuola Pietro I il Grande (1883), il tribunale cittadino (1895), un circolo cittadino con sede a via Karja (1899), una nuova piazza del mercato (1899), una palestra femminile (1915) e una piazza dedicata alle esposizioni di ogni genere (1896).

### Tallinn nel XX secolo

#### Gli eventi del 1905 a Tallinn
All'inizio del XX secolo, si svolsero delle proteste dei lavoratori in tutta l'Estonia. Dal 12 al 24 gennaio 1905 a Tallinn si proclamarono degli scioperi di solidarietà dopo quanto accaduto il 9 gennaio a San Pietroburgo nella domenica di sangue. Circa 12 000 persone in totale non avevano un impiego tra Tallinn, Narva e Tartu: il 29 ottobre (16 nel calendario giuliano) 1 905 i rappresentanti dei lavoratori si presentarono in consiglio comunale e formularono le loro richieste, che includevano il sostegno finanziario ai disoccupati, maggiore tutela nelle strade dell'ordine pubblico e la divulgazione della corrispondenza al governatore. Allo stesso tempo, nel Mercato Nuovo si tenne una manifestazione con autorizzazione ufficiale spostatasi verso il municipio quando questo si pronunciò sulle richieste. Alla fine della protesta, una forza di più di cento uomini, sorvegliata da un cortile vicino al mercato, circondò la folla e aprì il fuoco sui riuniti, uccidendo 94 persone e ferendone più di cento.
Dopo il manifesto del 17 ottobre emesso da Nicola II, nacquero i primi sindacati legali in Estonia nell'ottobre-novembre 1905. Alla fine di novembre venne eletto il Consiglio dei deputati dei lavoratori di Tallinn, presieduto da Nikolai Janson. L'11 dicembre 1905, sotto la direzione dei socialdemocratici e di Aleksander Kesküla, gli ambasciatori dei comuni rurali si riunirono a Tallinn presso la fabbrica Volta: all'ordine del giorno vi era un ricapitolo della situazione e la previsione di un piano di miglioramenti delle condizioni di vita in città e fuori. La notte dell'11 dicembre, il comitato fu arrestato quasi per intero. Per rappresaglia, gruppi di operai presero di mira diversi edifici storici e depredarono quanto era possibile portare via.

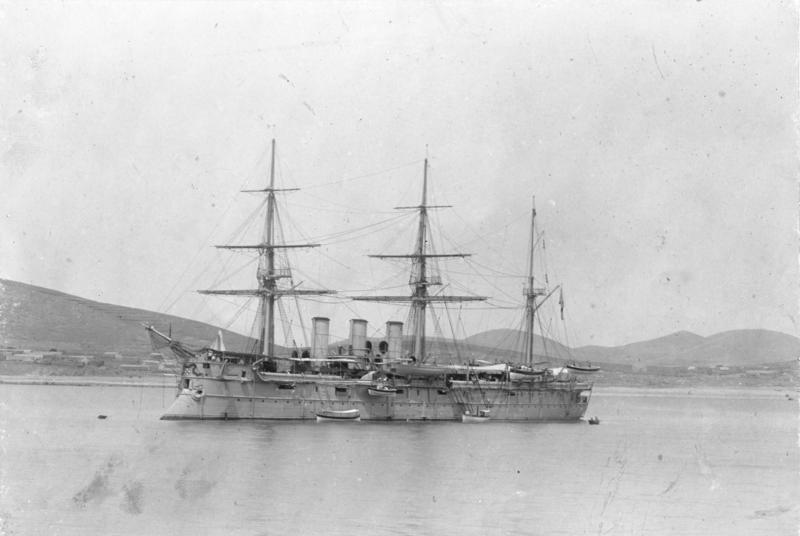
Il Pamjat' Azova Qingdao

Il 20 luglio 1906 iniziò una rivolta spontanea sul Pamjat' Azova ancorato nella baia di Tallinn, un incrociatore della divisione di addestramento e artiglieria dello squadrone di Tallinn. Il motivo fu la detenzione di un agitatore del consiglio quasi per intero arrestato l'11 dicembre: l'uomo stava facendo proselitismi su una nave da guerra prima di essere scoperto da un ufficiale. Durante i disordini provocati dai marinai alleatisi con il sobillatore, due ufficiali della nave furono uccisi e gli altri furono gettati in mare e dovettero raggiungere a nuoto la riva. Tuttavia, a causa della mancanza di un piano d'azione efficace per il futuro e di richieste specifiche, l'insurrezione fu placata con l'aiuto dei giovani ufficiali rimasti a bordo e della gendarmeria e dei soldati giunti sulla nave. La vicenda si concluse con la reclusione di 35 partecipanti alla rivolta e il loro trasferimento nel carcere militare della torre di Margherita la Grassa. Coloro che presero parte alla rivolta furono processati presso il tribunale militare il 4 agosto 1906 e il 6 agosto 1906 diciassette marinai e un agitatore furono giustiziati a Tallinn. Inoltre, altri dodici marinai furono condannati ai lavori forzati e ventotto rientrarono nei ranghi.

#### Miglioramenti bellici e infrastrutture urbane
All'inizio del XX secolo, l'Ammiragliato dell'Impero russo congeniò un piano per il rinnovamento e l'ammodernamento della marina russa, messo in atto nei cantieri navali e di riparazione appena realizzati a Tallinn, la base principale della flotta baltica.

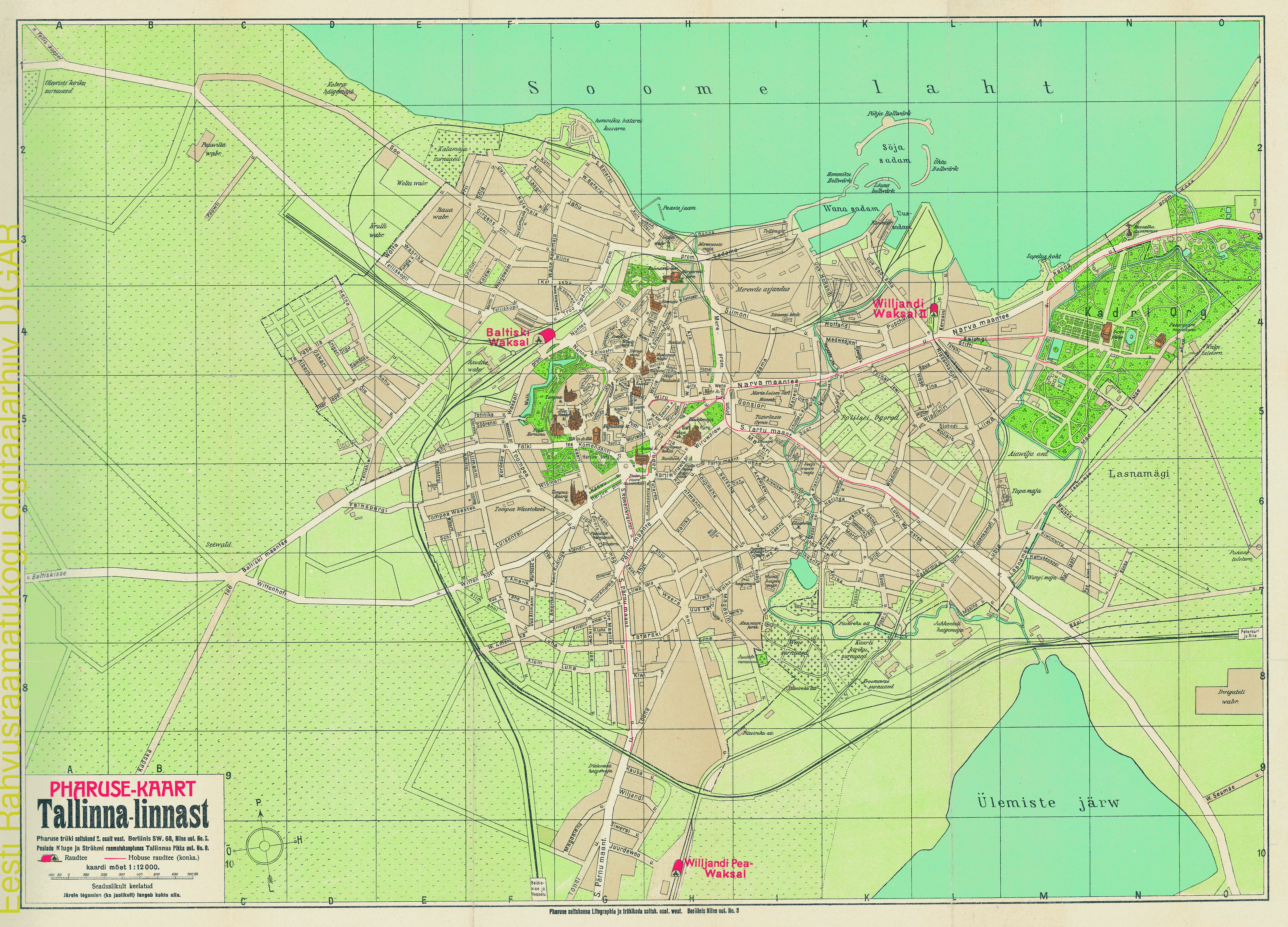
Mappa di Tallinn del 1910

Nel frattempo, la politica imperiale di russificazione attenuò in parte il potere dell'ex nobiltà tedesca baltica ma non degli estoni, riuscendo a percepirsi tale cambiamento nelle elezioni del sindaco nel 1906. Voldemar Lender (attivo dal 1906 al 1913), candidatosi per la prima volta, vinse infatti nella coalizione composta da esponenti russi ed estoni.
Prima delle elezioni del consiglio comunale del 1904, i proprietari di immobili a Tallinn iniziarono a riunirsi per perseguire interessi comuni e riuscirono anche a vincere, come detto, le successive elezioni del 1906. Nel 1907 fu fondata anche l'Associazione dei proprietari di case di Tallinn, con Jaan Poska come primo presidente.

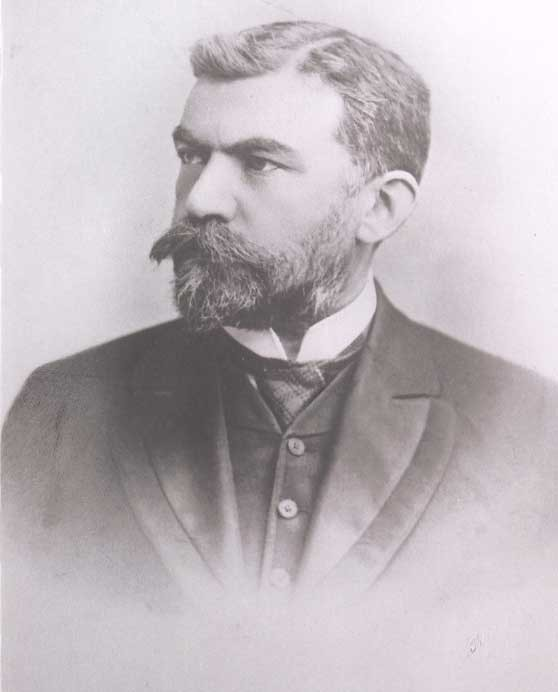
Il primo sindaco estone di Tallinn (1906-1913) Voldemar Lender

L'era dell'urbanizzazione intensiva (fine Ottocento-inizio Novecento) portò alla costruzione di ulteriori fabbriche e infrastrutture: a Tallinn, simili attività si limitarono essenzialmente alla manutenzione di edifici nel centro storico e di qualche palazzo nei pressi del porto. Nel frattempo, proseguì il fiorire della cultura, tanto che nel 1915 si contavano più di quindici scuole tra primarie e secondarie, un'accademia di recitazione, una d'arte e una scuola di cucito. La popolazione crebbe numericamente in fretta: secondo i dati raccolti nel 1913, si contavano 116 132 abitanti, saliti a 131 125 già nell'anno seguente.
La sconfitta nella guerra russo-giapponese, in particolare l'attacco a Lüshunkou costrinse la Russia a rivedere i suoi piani di difesa. Nel mar Baltico si temeva l'Impero tedesco, la cui marina era cresciuta sensibilmente grazie alla supervisione dell'ammiraglio Alfred von Tirpitz. Nel 1907, lo zar Nicola II ordinò la realizzazione di un piano di protezione per il Golfo di Finlandia, allo scopo di proteggere San Pietroburgo con una serie di barriere e dei cannoni difensivi predisposti proprio a ridosso della Finlandia. Nel corso delle fasi di messa in piedi del progetto, aumentò il numero di batterie costiere a protezione dei campi minati appena ultimati e crebbe il numero di imbarcazioni facenti parte della flotta baltica. Liepāja e Tallinn (la cui fortezza navale era stata creata da Pietro il Grande) divennero i due bastioni incaricati di proteggere San Pietroburgo.

## Prima guerra mondiale
La prima guerra mondiale non raggiunse Tallinn, ma alcune delle conseguenze derivate dalle restrizioni economiche si fecero sentire (è il caso della mancata realizzazione di un nuovo municipio a Tallinn).

### Le rivoluzioni del 1917

#### La rivoluzione di febbraio
All'inizio del 1917 si tennero le elezioni nel consiglio comunale di Tallinn, dove per la prima volta partecipò un partito esclusivamente estone. Il loro obiettivo politico era quello di rimpiazzare il vecchio blocco estone-russo: prima che i risultati fossero annunciati, scoppiò la rivoluzione di febbraio a Pietrogrado. Il 1º marzo iniziò un'ondata di scioperi al cantiere navale, a cui si unirono poi lavoratori di altre grandi aziende industriali. Alla fine della giornata, si contavano già 18 000 persone che avevano smesso di lavorare e il giorno successivo lo sciopero portò 30 000 cittadini a protestare al nuovo mercato di Tallinn. I lavoratori assalirono le carceri di Toompea e di Margherita la Grassa, entrarono negli uffici del governo provinciale e di polizia estone e bruciarono svariati documenti. Nell'estate del 1917 fu riaperto il partito bolscevico russo sotto lo slogan della Rivoluzione d'ottobre "tutto il potere ai Soviet". Si diceva che le fabbriche e gli impianti di importanza militare sarebbero stati evacuati nella Russia interna. Ciò fece sì che i lavoratori estoni chiedessero una rapida fine della guerra.

### Una doppia autorità su Tallinn

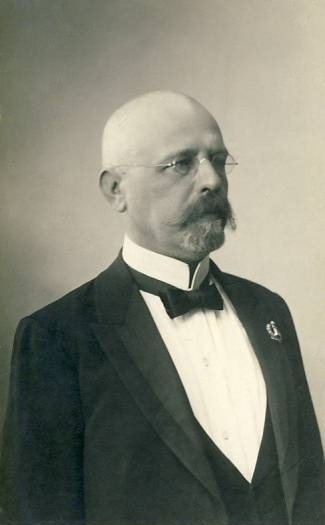
Il sindaco di Tallinn (1913-1917) e commissario della provincia estone (1917) Jaan Poska

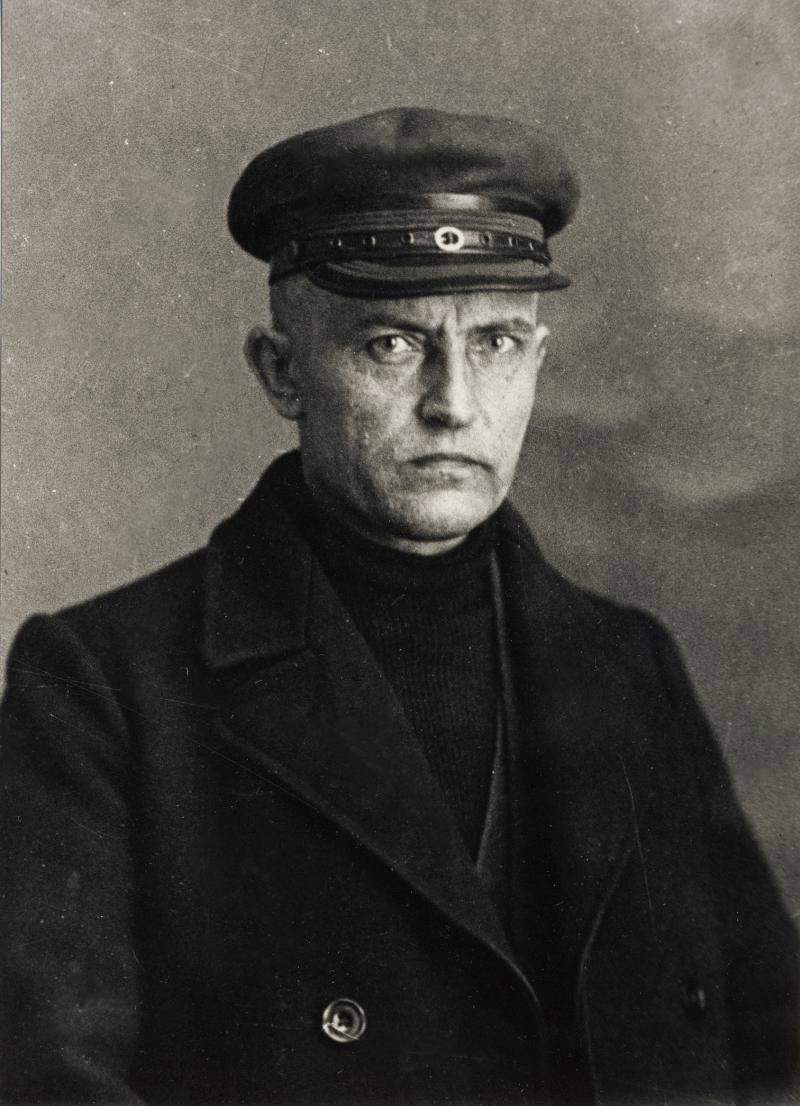
Il presidente del Comitato esecutivo sovietico estone Jaan Anvelt

Dopo la Rivoluzione di febbraio, la Russia era diventata una democrazia e la legge della città doveva essere rivista. Pertanto, nel 1917 si tennero nuove elezioni a Tallinn: il 68% degli aventi diritto di voto prese parte alle elezioni: i bolscevichi ottennero 31 seggi, i socialisti 22, il blocco nazionale estone 18 e i menscevichi 12. I partiti ebraico, polacco e lettone-lituano vinsero ciascuno un seggio, mentre l'Unione delle organizzazioni tedesche cinque. Jaan Anvelt, un bolscevico, venne eletto presidente del consiglio comunale di Tallinn. L'organo non si era mai storicamente su chi avesse il diritto di nominare un sindaco, ragion per cui i membri del governo della città dovettero eleggere un presidente, divenuto Voldemar Vöölmann.
Nell'autunno del 1917, i principali bolscevichi dichiararono l'Hotel Kuld Lõvi in via Harju la loro "base operativa". Quando le truppe imperiali tedesche occuparono le isole dell'Estonia occidentale, si scatenò il caos in città: il cibo scarseggiava, molti negozi chiusero e la gente temeva i soldati tedeschi.
La notte prima del 24 febbraio 1918, i bolscevichi furono informati che dopo l'interruzione dei colloqui di pace a Brest-Litovsk, l'Estonia risultava ceduta alle forze tedesche; molti rivoluzionari fuggirono non appena appresa la notizia. Nel pomeriggio del 24 febbraio, durante il breve vuoto di potere causato dalla fuga dei bolscevichi e l'arrivo delle truppe tedesche, si formò un gruppo di transizione tra i cui membri figurava Konstantin Päts. Il compito di tale gruppo fu soprattutto finalizzato alla necessità di effettuare una dichiarazione d'indipendenza, cosa che avvenne già il 24 febbraio: la mattina successiva, essa fu letta a Tallinn.

### Occupazione tedesca
Il 25 febbraio 1918 le truppe tedesche raggiunsero Tallinn e il 4 marzo Narva. Il 20 marzo 1918, il generale Adolf von Seckendorff emise l'ordine di liquidare l'esercito estone: l'occupazione durò da febbraio a novembre 1918. Il potere legislativo, giudiziario ed esecutivo nel Ducato di Livonia e in Estonia, a parte le province imperiali di Riga e Saaremaa, venne esercitato dal comandante in capo tedesco. Il 4 marzo 1918 i teutonici presero il controllo della città requisendolo a Voldemar Vöölmann, ma il nuovo eecutivo operò solo fino al novembre 1918, mese in cui decisero di cedere i territori dell'Ober Ost ai governi appena costituiti di Estonia, Lettonia e Lituania. Il ritiro dei soldati fu tuttavia abbastanza lento.
Durante la partenza delle forze di occupazione tedesche, in seguito alla Rivoluzione di novembre in Germania nel novembre 1918, si verificarono ulteriori scioperi a Tallinn dal 9 al 12 dicembre. Nella stessa settimana, gruppi di filo-bolscevichi (in primis la Comunità dei lavoratori estoni) e di indipendentisti tentarono di affermarsi sulla scena politica. Il 17 dicembre 1918, la Tallinn TSN, un'organizzazione filo-sovietica contraria all'indipendenza fu sciolta e le sue attività bandite.
Il 19 novembre 1918 August Winnig, il commissario tedesco per i paesi baltici, riconobbe de facto la Repubblica di Estonia fino alla conferenza di pace. Il 22 novembre 1918, l'Armata Rossa fece il primo tentativo di conquistare la città di Ivangorod e Narva, ma le truppe tedesche ancora di stanza nella città respinsero l'attacco durante la battaglia di Kulgu e poi si ritirarono.

## Tallinn come capitale della Repubblica di Estonia

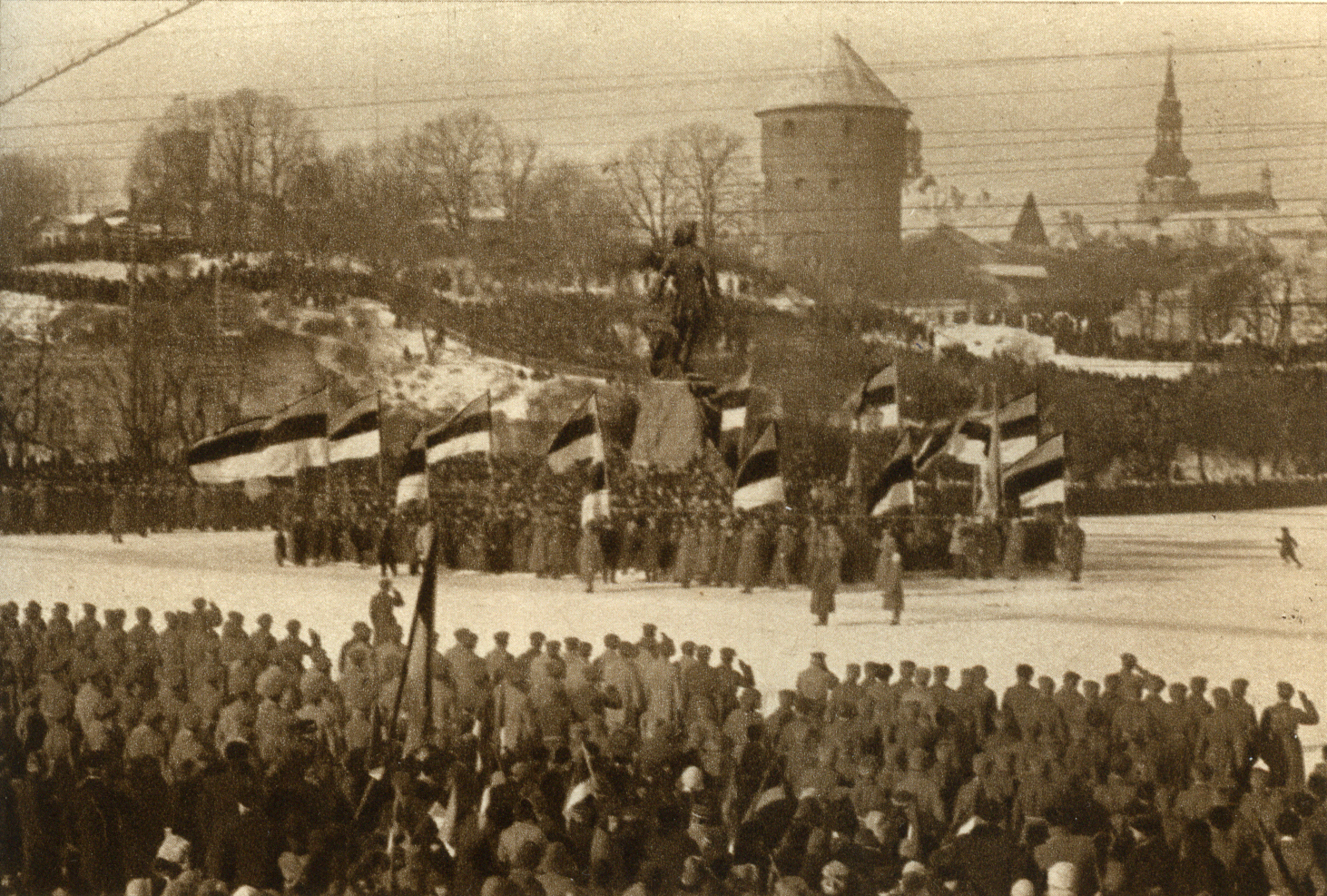
Sfilata il 24 febbraio 1919 in Piazza Pietro

Nella guerra d'indipendenza estone, iniziata il 28 novembre 1918, l'esercito popolare estone si ritirò a circa 40 km di distanza da Tallinn per poi sferrare, all'inizio di gennaio 1919, il contrattacco. Il 12 dicembre, la Marina britannica, guidata dall'ammiraglio Edwyn Alexander-Sinclair, giunse nella capitale dopo aver superato Liepaja per proteggere la città dalla flotta baltica della Russia sovietica. Il 30 dicembre giunse in Estonia Martin Eugen Ekström a capo di un gruppo di volontari finlandesi. Il 17 luglio 1920, Anton Uesson divenne sindaco di Tallinn: mentre negli anni 1920, gli elettori locali sostenevano principalmente i candidati dei comunisti e le loro organizzazioni ombra (il fronte del popolo operaio), spesso le autorità statali cercavano di impedire che questi partecipassero arrestandoli o cancellando le loro liste. Il 1º dicembre 1924 fu fatto un tentativo di colpo di Stato da parte dei comunisti, ma questo fallì. Nel 1930, il Partito dei lavoratori estoni fu abolito in maniera ufficiale; nelle votazioni del 1934, il Movimento popolare per i combattenti per la libertà (47 seggi su un consiglio di 101 membri a Tallinn) ricevette più del 40% dei voti a Tallinn e in alcune altre città più grandi, ma il mandato durò poco perché, il 1º maggio 1934, il generale Jaan Soots, estraneo a qualsiasi formazione politica, subentrò nel ruolo di primo cittadino. Un atto del 1938 definì ufficialmente la carica assunta di Soots come quella di sindaco di Tallinn il numero dei membri del consiglio comunale fu ridotto da 101 a 60. La composizione del consiglio comunale eletto il 15 e 16 ottobre 1939 fu la prima a includere solo estoni.
Nella seconda metà degli anni 1930, il governo della città di Tallinn concepì nuovi principi per lo sviluppo urbano, poiché le strade avevano una forma irregolare, persino disordinata, poiché edifici di altezze molto diverse venivano costruiti uno accanto all'altro. Al fine di prevenire nuovi guazzabugli e di indirizzare le attività di costruzione, il governo della città di Tallinn presentò dei progetti volti a plasmare l'assetto delle strade principali, determinando inoltre le altezze degli edifici da costruire. Secondo questo piano, intorno alla piazza della Libertà e al mercato russo dovevano essere costruite case con un massimo di sei-sette piani. In altri distretti ci si doveva invece fermare a quattro.

## Seconda guerra mondiale

### L'occupazione sovietica e il colpo di Stato di giugno
Durante l'occupazione dell'Estonia nel 1940 e la successiva annessione, Tallinn preservò le istituzioni amministrative, ma ai precedenti funzionari subentrarono quelli nominati da Mosca. Il 21 giugno 1940, una "manifestazione dei proletari" tenutasi in piazza della Libertà e una davanti a palazzo Kadriorg si tennero a Tallinn a sostegno dell'istituzione del dominio sovietico. I dipendenti dell'ambasciata dell'URSS e i comunisti estoni salutarono le "colonne dei lavoratori" dal balcone della struttura diplomatica situata in via Laial.
La città di Tallinn acquisì nuovamente importanza strategica per la Russia poiché sede della flotta baltica; inoltre, la capitale estese il suo territorio quando il comune di Nõmme fu soppresso e accorpato.

### Tallinn durante l'occupazione tedesca

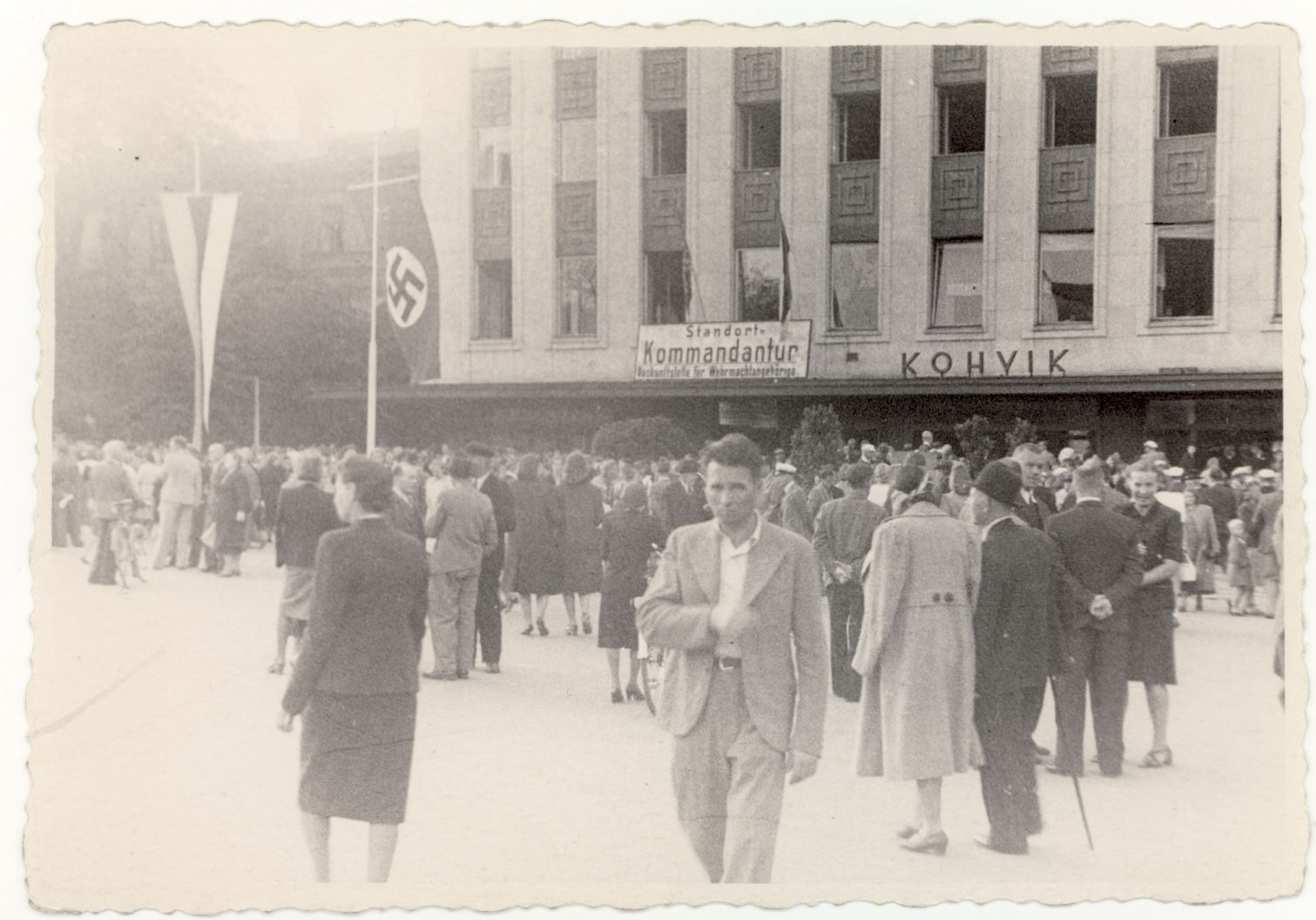
Piazza della Libertà nel 1942

Le truppe tedesche entrarono in territorio estone il 7 luglio 1941 come parte dell'operazione Barbarossa. Il 28 agosto i nazisti occuparono Tallinn con il sostegno delle unità di volontariato estoni di autodifesa e si procedette, nel mese di settembre, a formare un governo locale guidato da tedesco Hjalmar Mäe. Fino al 1943, Tallinn fu amministrata da Walter Mentzel, Obersturmbannführer, commissario regionale e sindaco della città, prima che gli subentrasse Karl-Walter, un Oberführer. A metà del 1942, quasi 18 900 persone vennero arrestate dalle forze di sicurezza tedesche, il 94% delle quali sospettato di attività comuniste: la comunità ebraica scomparve nel giro di qualche mese, tanto che più di 660 ebrei di Tallinn furono giustiziati già alla fine del 1941. Il 1º giugno 1941, 187 712 persone vivevano a Tallinn: dopo le deportazioni organizzate dalle autorità sovietiche e i primi mesi di occupazione tedesca, la popolazione a Tallinn era scesa a 140 917: il 1 gennaio 1944 si assistette a un nuovo calo quando il numero toccò i 133 281 abitanti.

### La conquista di Tallinn nel 1944

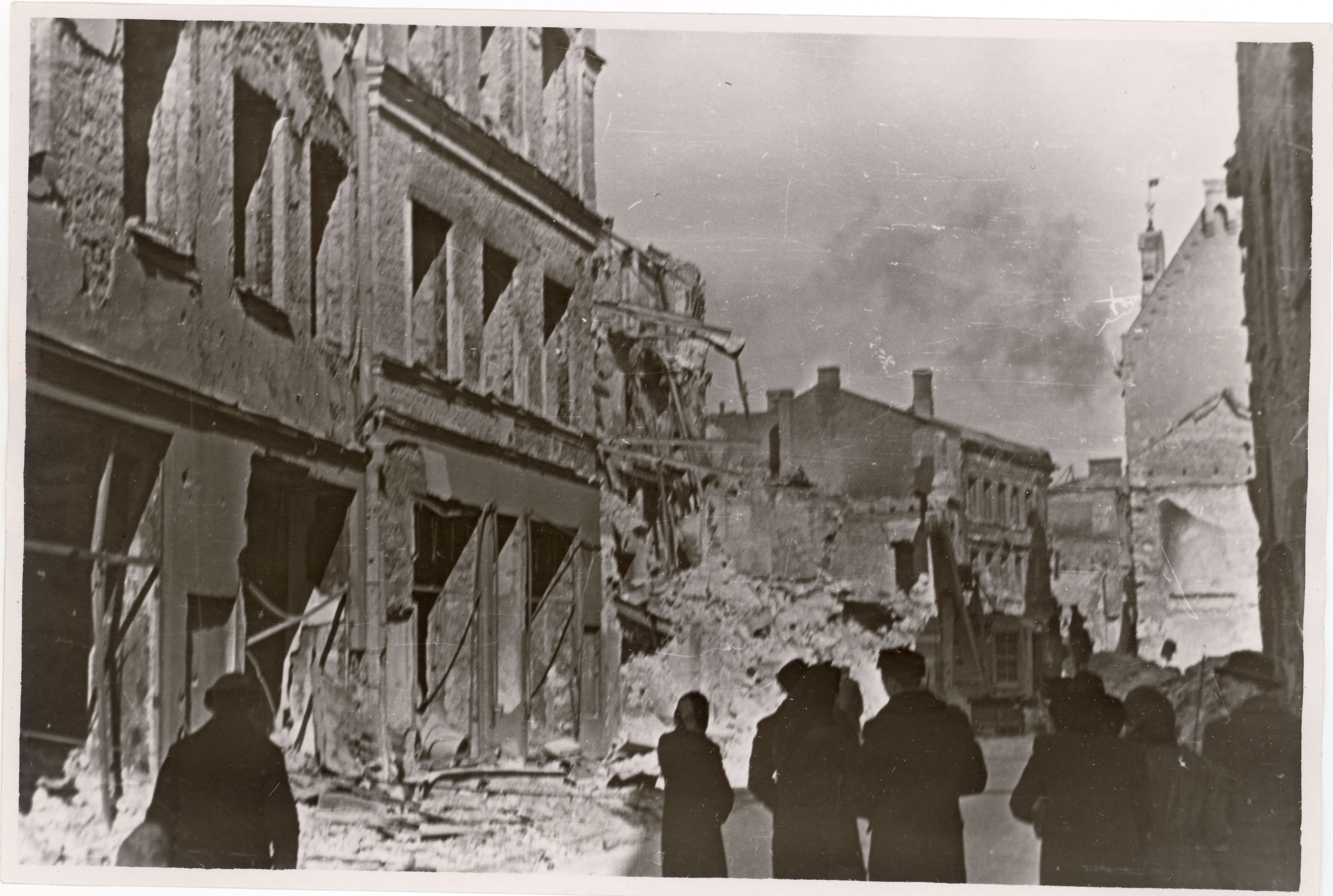
La città vecchia di Tallinn dopo i bombardamenti dell'aeronautica militare sovietica nel marzo 1944

La sera del 9 marzo e la notte del 10 marzo durante il bombardamento aereo della città, caddero numerose abitazioni, circa 1 400. Più di tremila persone si trovarono senza un tetto, mentre in 20 000 soffrivano di fame o malattie.
Il 19 settembre si tenne la prima riunione del governo di Otto Tief a Tallinn: Tief lesse una dichiarazione che annunciava la soppressione del Comitato nazionale della Repubblica di Estonia e l'inaugurazione di un nuovo esecutivo. Allo stesso tempo, vari estoni iniziarono a imbracciare le armi a Tallinn e presero il potere in molti punti della città, impedendo ai tedeschi di far saltare in aria siti strategici. Nel pomeriggio del 20 settembre, le sentinelle estoni del castello di Toompea salirono su Ermanno il Lungo rimuovendo la bandiera della Germania nazista e issando quella nazionale. L'attacco aereo sovietico che colpì la città nel pomeriggio del 21 settembre fu il più forte bombardamento di Tallinn dopo quello del 9 marzo. In quel momento, il governo della Repubblica aveva già lasciato Tallinn. Otto Tief partì assieme ad alcuni uomini rimasti la mattina presto del 22 settembre.
Quando i sovietici giunsero in città, le strade erano vuote: gli estoni filo-nazisti erano stati rapidamente sconfitti nei dintorni della capitale e il tenente Johannes Lumiste e Jefreitor Elmar Nagelman rimossero il tricolore estone di Ermanno il Lungo con la bandiera rossa dell'Unione Sovietica. Le ultime numerose navi di profughi avevano salutato Tallinn il 20 e 21 settembre, così come alcune piccole navi da guerra, anch'esse piene di rifugiati, stavano partendo la mattina del 22 settembre.
Il 6 ottobre 1944, si proclamò ripristinata la RSS Estone, così come la rete del gas, dell'acqua e in parte dell'energia elettrica di Tallinn. Allo stesso tempo, fu un sistema di derrate alimentari e si promise l'apertura delle scuole a breve.

## Tallinn nella RSS Estone

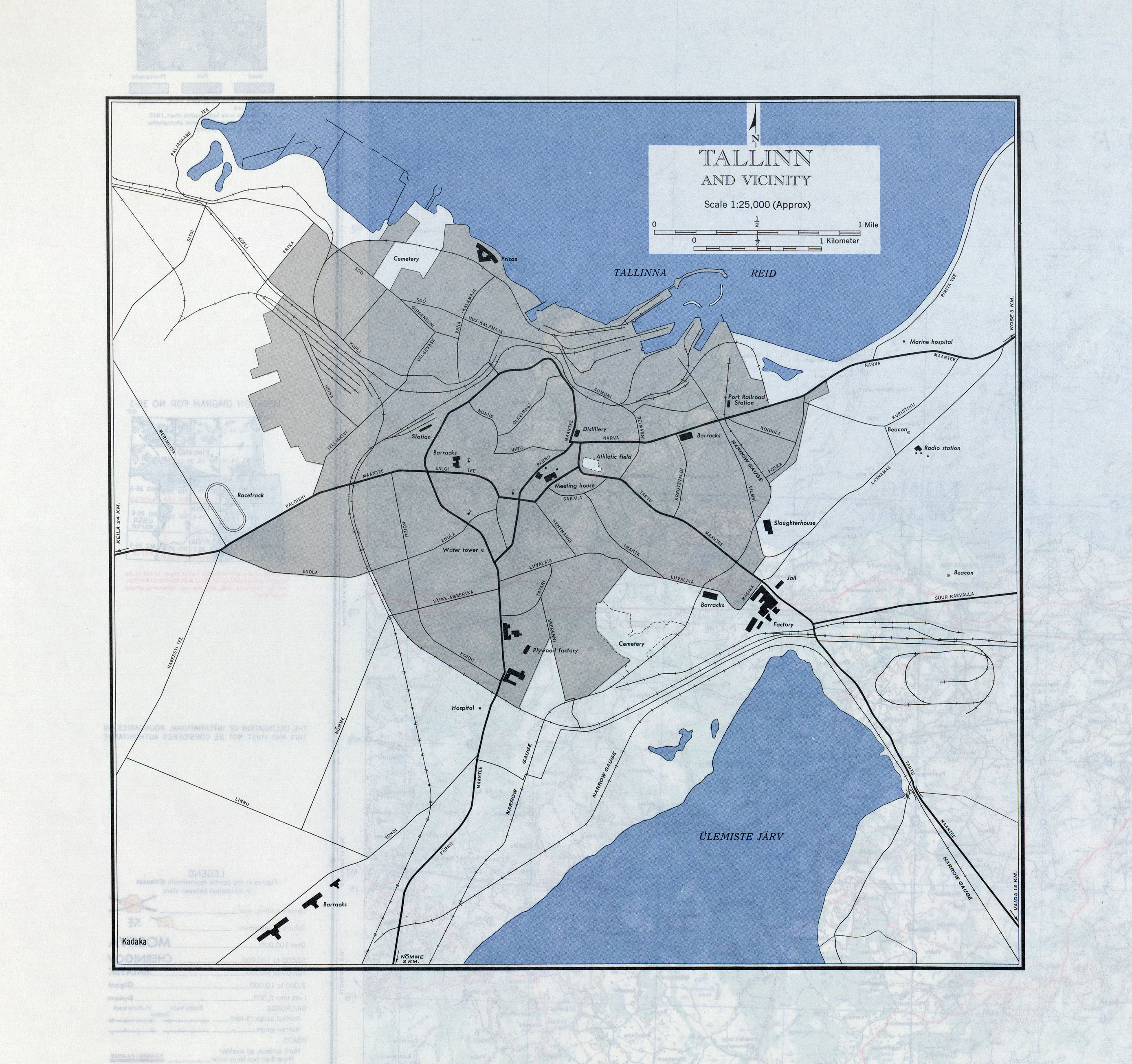
Tallinn e dintorni sulla mappa militare degli Stati Uniti 1954

Nella primavera del 1949 ebbe luogo una nuova deportazione di massa, durante la quale furono deportate dall'Estonia più di 20 000 persone: in circa 1 000 provenivano da Tallinn. I nuovi quartieri realizzati negli anni cinquanta e sessanta resero meno pesante la carenza di alloggi, comportando una rapida crescita demografica della città. Dopo la guerra, giunsero a Tallinn anche persone provenienti da altre repubbliche sovietiche, soprattutto russi, in virtù della politica promozionale messa in atto da Mosca. Nel 1934, gli estoni costituivano l'85,6% della popolazione: al momento del primo censimento del dopoguerra nel 1959, la loro quota era scesa al 60,2% e infine, nel 1989, se ne contavano poco meno del 50%.

### Trasporto pubblico
All'inizio del 1948 si decise di non costruire nuove linee tranviarie a Tallinn, ma di sostituirle con dei filobus. Il traffico dei tram doveva essere rimpiazzato in quindici anni, ma vi era ancora costruito un percorso che collegava la stazione baltica e il centro città. Nel luglio 1965, si collegò per la prima volta il teatro estone all'ippodromo, per poi estendere il tragitto dal centro fino alle nuove zone residenziali.

### Tallinn come città olimpica
Nel 1980 si sono svolte a Tallinn le gare di vela ai Giochi della XXII Olimpiade. Grazie a tale manifestazione sportiva, Tallinn visse un periodo di ricrescita grazie alla costruzione di un nuovo ufficio postale, di alberghi, di ponti, di una torre televisiva e di una centrale telefonica: le rovine di un vecchio monastero distrutto divennero un palcoscenico all'aperto. In parte per via dei lavori di costruzione eseguiti nel periodo precedente i Giochi Olimpici, l'afflusso di persone da altre parti dell'Unione Sovietica iniziò ad aumentare di nuovo negli anni settanta in tutta la RSS Estone.

### Rivoluzione cantata
Nel 1985, Michail Gorbačëv venne eletto Segretario generale del Comitato centrale del PCUS. Autore delle politiche della glasnost' e della perestrojka, il suo mandato coincise con le prime proteste pubbliche contrarie all'estrazione di fosforite pianificata in aree incontaminate dell'Estonia nord-orientale e il progetto di espansione del porto di Muuga vicino a Tallinn. Tra le proteste nazionali e ambientaliste iniziate nel 1987, dirette anche contro il crescente afflusso di non estoni coinvolti in questi progetti, crebbe, tra le altre cose, il movimento dei Verdi estoni, poi rinnovato nel 2005 come partito politico. Il 23 agosto 1987, più di 2 000 persone si riunirono nella capitale per manifestare contro il patto Molotov-Ribbentrop, il quale aveva portato all'occupazione dei paesi baltici. Man mano che nuovi intellettuali si unirono alla ventata di proteste (si pensi a Siim Kallas, Tiit Made, Edgar Savisaar e Mikk Titma), iniziò a farsi strada l'ipotesi di aspirare all'autonomia. Il 1988 divenne un anno di risveglio di massa per gli estoni e per i paesi baltici in generale: si celebrarono dei festival musicali nella città vecchia di Tallinn e la sera del 14 giugno, anniversario della deportazione del 1941, più di 100 000 persone si radunarono per una commemorazione. Pochi giorni dopo, Heinz Valk definì quanto successo nel quotidiano culturale Sirp ja Vasar una "rivoluzione cantata": fu così che nacque il movimento di resistenza nonviolenta che portò a eventi dalla portata molto estesa, come nel caso della catena baltica, la quale vide un milione di persone tenersi per mano da Tallinn a Vilnius passando per Riga il 23 agosto 1989. Il 23 giugno, il Presidium del Soviet Supremo della RSS Estone ripristinò la tradizionale bandiera dell'Estonia al posto di quella precedente. L'11 settembre, Rahvarinne organizzò un evento noto come "Canzoni estoni" a cui parteciparono 250 000-300 000 persone. In quel contesto, per la prima volta, si chiese in maniera pubblica il ripristino dell'indipendenza dell'Estonia. Il 16 novembre, il Soviet Supremo della RSS Estone adottò a larga maggioranza una dichiarazione di sovranità che confermava la supremazia della legge estone sulle disposizioni dell'URSS. Il testo non annunciava la secessione dell'Estonia dal sindacato, ma richiedeva una nuova regolamentazione dei rapporti tra Mosca e Tallinn. Nell'agosto 1991 doveva essere firmato un nuovo trattato sindacale a Mosca, ma l'Estonia non vi partecipò più: il 3 marzo si era infatti tenuto un referendum in Estonia, al quale prese parte l'83% della popolazione, in cui si chiedeva di esprimersi a favore o meno dell'indipendenza. Il 77%, compresa una fetta significativa di non estoni, si dichiarò favorevole all'indipendenza. Sulla base di tale plebiscito popolare, si decise di proclamare ripristinata l'indipendenza dell'Estonia. La risoluzione fu adottata dal Parlamento il 20 agosto con 69 voti favorevoli e nessun astenuto. Il primo paese dell'Europa occidentale a riconoscere il nuovo stato fu l'Islanda. Pertanto, la piazza davanti al Ministero degli Affari Esteri a Tallinn è attualmente chiamata Piazza Islanda.

## La città oggi
Tallinn è oggi il principale porto dell'Estonia e costituisce un discreto polo di attività produttive. Sono sviluppate le industrie elettroniche e cantieristiche, come quelle alimentari.

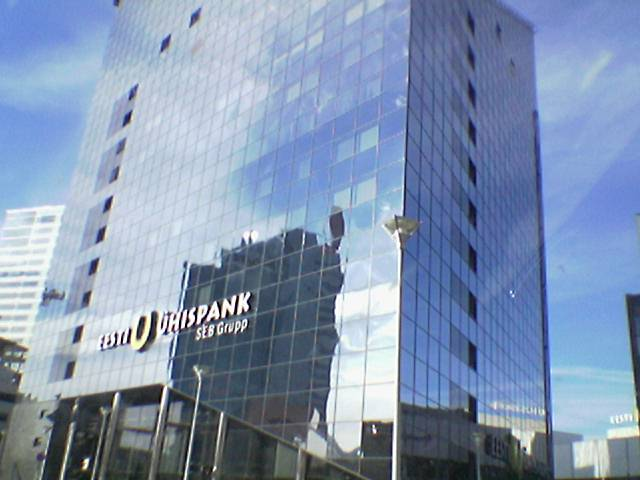
Sede della SEB - Banca d'Estonia

Negli ultimi anni si è molto sviluppato il settore informatico, tanto che 2005 il New York Times ha definito l'Estonia come "una sorta di Silicon Valley sul Mar Baltico", così come ha fatto la BBC nel 2014.
La più nota start up estone del settore è, probabilmente, la Skype Technologies S.A., che ha elaborato l'omonimo software.
Da notare l'integrazione con la vicina Finlandia, e la Scandinavia operante in un vasto spettro di settori, dalle attività portuali all'industria delle telecomunicazioni.
Il traffico di turisti tra Helsinki e Tallinn è consistente, incoraggiato dai prezzi più bassi rispetto al loro paese che i finlandesi possono trovare in Estonia. Dalla metà degli anni dieci del XXI secolo si è avuto anche un aumento dei turisti dalla Russia.
Altro settore importante è quello della pubblica amministrazione, ovviamente sviluppato, essendo Tallinn la capitale del paese: inoltre, la maggior parte delle università estoni ha sede proprio in città, così come il principale aeroporto e le più trafficate tratte ferroviarie.